# Like a Prayer (canción)
«Like a Prayer» es una canción interpretada por la cantante estadounidense Madonna, incluida en su cuarto álbum de estudio del mismo nombre. La compañía Sire Records la publicó como el sencillo principal del disco el 3 de marzo de 1989 y figuró posteriormente en los recopilatorios The Immaculate Collection (1990) y Celebration (2009). Compuesta y producida por Madonna y Patrick Leonard, supuso un enfoque más personal y artístico en la obra de la cantante, quien creía que su música necesitaba atraer a un público más adulto. La propia artista la describió como una canción sobre una joven apasionada y enamorada de Dios que se convierte en la única figura masculina en su vida.
De género pop rock, incorpora música góspel así como un coro y una guitarra de rock. Madonna introdujo textos litúrgicos en la letra, pero cambió el contexto para que tuviera un doble sentido. Fue aclamada por la crítica y varios medios de comunicación la escogieron como la más destacada de la artista. Asimismo, ha sido incluida en diferentes listas de las mejores canciones de todos los tiempos, tales como en Rolling Stone, Blender y NME, entre otras. Desde el punto de vista comercial, fue su sexto y séptimo número uno en Reino Unido y Estados Unidos, respectivamente, y también llegó a lo más alto en casi todos los mercados musicales.
Mary Lambert dirigió el videoclip; en él, Madonna es testigo del asesinato de una mujer a manos de supremacistas blancos. Cuando arrestan por error a un hombre negro por el crimen, se esconde en una iglesia para pedir fortaleza y así declarar como testigo. Aunado a ello, se muestran símbolos católicos como estigmas, cruces en llamas al estilo Ku Klux Klan y escenas en las que besa a un santo negro en un sueño. El Vaticano condenó el vídeo luego de su estreno y grupos familiares y religiosos protestaron contra su transmisión. Además, boicotearon productos de la marca Pepsi, que había utilizado la canción en un comercial protagonizado por la cantante, de manera tal que la compañía canceló su contrato publicitario, aunque se le permitió conservar el pago de cinco millones de dólares.
Madonna incluyó «Like a Prayer» en el repertorio de siete de sus giras mundiales, la más reciente en Celebration Tour (2023-2024), y múltiples artistas grabaron una versión. La canción destacó por el caos que causó el videoclip y las diversas interpretaciones de su contenido, lo que condujo a discusiones entre académicos y críticos de música y cine. Junto con el álbum homónimo, ha sido considerada un momento decisivo en su carrera y fue entonces cuando la crítica empezó a reconocerla como una artista relevante en lugar de una mera estrella de pop.

## Antedecentes

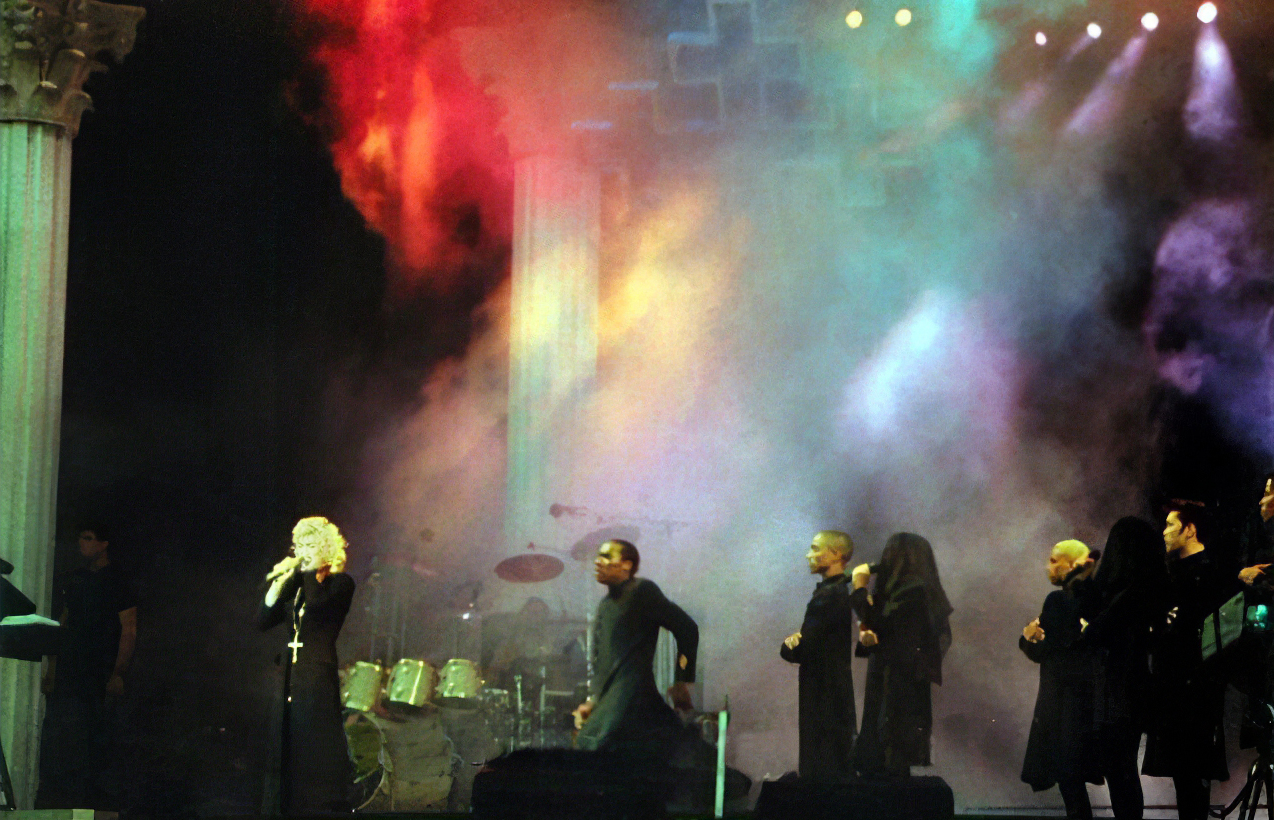
Madonna, rodeada de sus coristas y bailarines, cantando el tema en el Blond Ambition World Tour (1990)

Durante la mayor parte de 1988, Madonna no había grabado música. A raíz del fracaso comercial y crítico de las películas Shanghai Surprise (1986) y ¿Quién es esa chica? (1987), actuó en la producción de Broadway Speed-the-Plow, pero nuevamente las reseñas negativas le causaron incomodidad. Su matrimonio con el actor Sean Penn había terminado y la pareja solicitó el divorcio en enero de 1989. Sumado a todo ello, había cumplido 30 años, la misma edad que tenía su madre cuando murió a causa de un cáncer de mama, por lo que experimentó más confusión emocional. En una entrevista concedida a la revista Rolling Stone en marzo de 1989, comentó que su educación católica siempre le causó un sentimiento de culpa:
Una vez que eres católico, siempre lo serás, en términos de tus sentimientos sobre la culpa, el remordimiento, si has pecado o no. A veces me siento atormentada por la culpa cuando no necesito estarlo, y eso, para mí, me queda de mi educación católica. Porque en el catolicismo naces siendo pecador y [lo] eres toda tu vida. No importa cuánto intentes alejarte de él, el pecado está dentro de ti todo el tiempo.
Llegó a la conclusión de que era momento de alejarse del mercado adolescente y atraer a un público más adulto y más amplio para lograr longevidad dentro del mercado discográfico. Además, quería que su nuevo sonido fuera calculador e indicativo de lo que estaba de moda y que siguiera las tendencias cambiantes de la música. Para la canción principal del álbum, eligió temas que hasta ese entonces habían sido meditaciones personales que nunca había compartido con el público de manera tan abierta y directa. En otra entrevista con la revista SongTalk, reveló que «en el pasado escribí muchas canciones que revelaban [mi yo interior], pero sentí que eran demasiado honestas o muy aterradoras y decidí no grabarlas». Leyó detenidamente sus diarios y apuntes personales y comenzó a considerar opciones; recordó: «¿Qué era lo que quería decir? Quería que el álbum hablara de cosas en mi mente. Fue un momento complejo en mi vida».

## Desarrollo
| Creo que hubo un momento en el que nos dimos cuenta de que era el título del álbum y la canción principal, y que sería una potencia. Era evidente que tenía algo único. Y de alguna manera hicimos que funcionara: con sus paradas e inicios, ritmos minimalistas, versos y estribillos grandilocuentes, y luego entra este coro gigante. Era algo ambicioso, ¿sabes? —Patrick Leonard en una entrevista con Billboard. |

A la vez que Madonna consideraba sus alternativas, los productores Patrick Leonard y Stephen Bray empezaron a experimentar individualmente con varias pistas instrumentales e ideas musicales para presentárselas. Ambos querían aportar su estilo único al proyecto y compusieron música para la canción principal. Finalmente, Madonna sintió que la música que le presentó Leonard era más interesante y decidió trabajar con él. Una vez que conceptualizó la forma en que interpondría sus ideas con la música, escribió la letra de «Like a Prayer» en aproximadamente tres horas. Compuesta y producida junto con Leonard, fue la primera que se creó para el álbum. La cantante la describió como la canción de «una joven apasionada tan enamorada de Dios que es casi como si Él fuera la única figura masculina en su vida».
La mayor inspiración de Madonna para la canción provino de la creencia católica de la transubstanciación. Introdujo textos litúrgicos en la letra, pero cambió el contexto para que tuviera un doble sentido. Con letras pop «superficiales» sobre sexualidad y religión a primera vista, contó con un significado diferente para provocar la reacción de los oyentes. Leonard explicó que no estaba cómodo con la letra y las insinuaciones sexuales presentes; como ejemplo citó el primer verso When you call my name, it's like a little prayer, I'm down on my knees, I wanna take you there («Cuando dices mi nombre, es como una plegaria, estoy de rodillas, quiero llevarte allí»), que podía referirse a alguien realizando una felación. Horrorizado, le pidió que cambiara la línea, pero ella persistió en mantenerla.

## Grabación

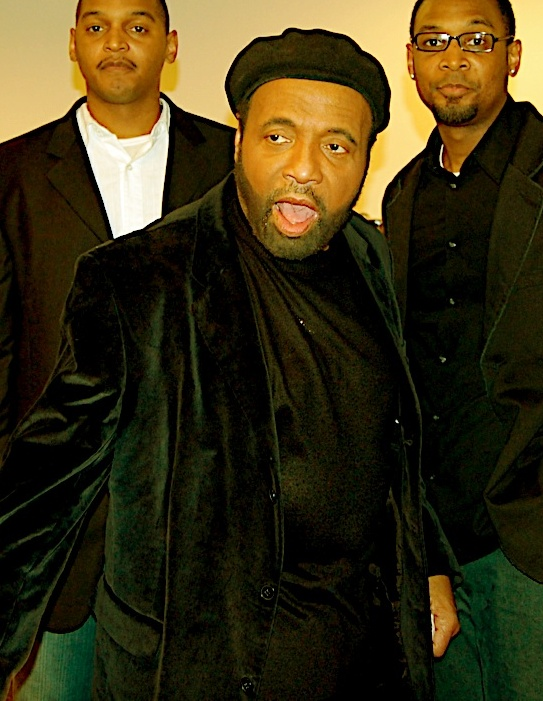
Andraé Crouch y su coro participaron en la grabación de «Like a Prayer». Para ello, previamente analizó la letra pues quería «descubrir cuál sería el propósito de la canción»

Madonna quería incorporar música góspel, prácticamente sin instrumentación, solo el sonido de un órgano y su canto, por lo que en un principio empezó experimentando usando su voz. Luego la cantante y Leonard compusieron el puente y, una vez que todo estuvo completo, en septiembre de 1988 decidieron grabar la canción junto con un coro. Para ello, ambos se reunieron con el músico Andraé Crouch y el vocalista Roberto Noriega y contrataron a su coro para que participara en la grabación. Crouch analizó la letra dado que quería «descubrir cuál sería el propósito de la canción. Somos muy exigentes al elegir con qué trabajamos, y nos gustó lo que oímos». Tras haber escuchado la demo en su coche, reunió a su coro en los estudios Johnny Yuma, ubicados en la ciudad de Burbank (California), y les aclaró lo que debían hacer en las sesiones. El coro se grabó por separado y Leonard decidió que se lo añadiera durante la posproducción.
La grabación tomó más tiempo de lo habitual debido a que Madonna y Leonard pelearon «con uñas y dientes» en el estudio. Según Lucy O'Brien, en la biografía Madonna: Like an Icon (2007), la cantante quería demostrar que su segunda oportunidad como productora, después de su trabajo anterior True Blue (1986), no había sido casualidad. Leonard comenzó a trabajar en los cambios de acordes para los versos y en el estribillo y contactó al guitarrista Bruce Gaitsch y al bajista Guy Pratt para que colaboraran en el tema; a su vez, Pratt había contratado a algunos bateristas adicionales. Sin embargo, en el día de la grabación los músicos contratados no asistieron, lo que hizo irritar a Madonna, quien comenzó a gritar y maldecir profusamente a Leonard y a Pratt. El productor luego contrató a otros guitarristas británicos como Chester Kamen, David Williams y Dann Huff. Comentó que la elección fue intencionada ya que era admirador del rock británico y quería esa clase de actitud y «extravagancia» de los músicos en «Like a Prayer», así como en las otras canciones del álbum. Pratt no fue despedido, pero luego notó que Madonna no lo había perdonado: lo llamaba a altas horas de la noche para solicitarle su opinión o le pedía que fuera urgentemente al estudio de grabación, para luego echarlo de allí.
La artista tenía su propia opinión sobre cómo debían tocarse los diferentes instrumentos para lograr el sonido que tenía en mente. Pratt recordó que luego de que se grabara el estribillo intermedio, notificó a los músicos sobre algunos cambios en la producción: «Jonathan, haz menos del hi hat en el puente y un poco más de un fill hacia el final. Guy, quiero huevos de pato [semibreves] al final, y Chester, usa tu guitarra en el segundo verso». El equipo revisó las instrucciones una vez más e hizo una grabación final con voces y otra con cuerdas. Gaitsch escuchó a Madonna decirle a Leonard que no se harían más grabaciones para la canción. El productor luego le entregó la pista a Bill Bottrell para el proceso de mezcla, pero consideró que los bongós y las percusiones latinas sonarían realmente diferentes si se agregaba el coro de Crouch, por ello los quitó.
Para la introducción se utilizaron algunas grabaciones de guitarra de Prince, quien había sido invitado inicialmente para que participara en «Love Song», incluida en el álbum. Tras escuchar la grabación de «Like a Prayer» y haberle gustado, quiso «hacer algo al respecto», por lo que Madonna le envió un casete. En una entrevista con Billboard en 2014, Leonard recordó que no habían quedado conformes con las grabaciones de Prince, pero decidieron dejar una pieza y usarla en la introducción. Añadió que no se agregó ninguna otra música del cantante, pero algunos efectos en los estribillos podrían haber sido suyos. Para la remezcla de la versión de 12", el DJ Junior Vasquez superpuso el sonido del coro con el sencillo «Let's Go», de Fast Eddie.

## Publicación y portada
«Like a Prayer» fue enviada a las estaciones de radio el 3 de marzo de 1989 como el primer sencillo del álbum homónimo. Ese mismo día salieron a la venta las ediciones en casete y en vinilo de 7", con «Act of Contrition» como lado B. Para la portada del disco, Madonna colaboró con Herb Ritts, cuyas fotografías iban a usarse también en el sencillo. Durante las sesiones, vistió un top de chifón de color malva con un crucifijo y un pantalón vaquero con un cinturón «hippie». La foto que se eligió inicialmente para la portada del sencillo era un grabado borroso de Madonna exhalando humo mientras sostenía un cigarrillo en la mano izquierda. Sin embargo, cuando empezó a grabar el videoclip sintió que una de sus fotografías tomadas en un campo era «extremadamente hermosa», por lo que la eligió como la portada oficial de la versión de 7".
El hermano de la cantante, Christopher Ciccone, desarrolló otra portada: una pintura de una Madonna clásica con areolas, rodeada de espinas con solo una flor brotando. Asimismo, muestra las iniciales MLVC —Madonna Louise Veronica Ciccone— con una letra «P», en referencia a Sean Penn, como si estuviera «caída» cerca del corazón de la mujer. Priya Elan de NME declaró que la imagen aportó un mensaje «profundamente personal». Al principio, la artista se mostró escéptica con la pintura debido al caos mediático con respecto al vídeo y no quiso usarla. No obstante, su hermano le regaló una copia del sencillo que venía con la pintura y el aroma de una planta pachulí. Madonna quedó impresionada con el presente y cambió de opinión. La portada se incluyó en la edición de 12" lanzada el 6 de marzo, junto con remezclas extendidas creadas por los DJ Junior Vasquez y Shep Pettibone.

## Composición

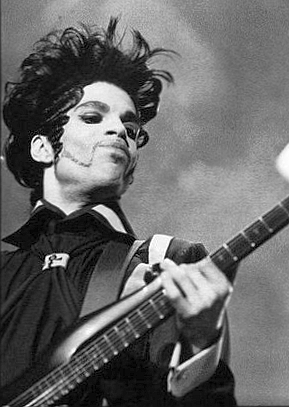
Para la introducción de «Like a Prayer» se utilizaron algunas grabaciones de guitarra del músico Prince

«Like a Prayer» es una canción de pop rock que incorpora elementos funky y música góspel. Según la partitura publicada en Musicnotes por Alfred Publishing Co., Inc., se establece en un compás de 4/4, con un tempo de 120 pulsaciones por minuto. Está compuesta en la tonalidad de re menor y el registro vocal de Madonna se extiende desde las notas la3 a fa5. Sigue una progresión armónica de re menor—do/re—sol menor/re—re menor en el primer verso, Life is a mistery, ev'ry one must stand alone («La vida es un misterio, todos deben valerse por sí mismos»), y luego cambia a do/mi—do7/si bemol—fa/la—fa/do—do—re menor en el siguiente, I hear you call my name, and it feels like home («Oigo que dices mi nombre y me siento en casa»). La versión del álbum cuenta con el bajo de Guy Pratt duplicado por el sintetizador analógico Minimoog, mientras que en el sencillo de 7" hay una sección de bajo diferente, realizada por el músico Randy Jackson. Una de las remezclas que Pettibone produjo se incluyó en el primer grandes éxitos de Madonna, The Immaculate Collection (1990), pero de manera reeditada. Tiempo después, formó parte de Celebration, su tercer grandes éxitos de 2009, en su versión original.
La canción inicia con una guitarra de rock pesado que, después de unos pocos segundos, se interrumpe y da lugar al coro y al sonido de un órgano. Madonna canta las primeras líneas acompañada de una percusión suave, y luego aparece la batería en el primer verso. La percusión y el coro se agregan indistintamente entre los versos y el puente, hasta el segundo estribillo. En ese momento el sonido de las guitarras comienza a escucharse de izquierda a derecha junto con una línea de bajo. Rikky Rooksby, autor de The Complete Guide to the Music of Madonna (2004), comentó que la canción fue la más compleja que había hecho hasta ese momento, y dicha complejidad aumentaba después del segundo estribillo, cuando el coro respalda de manera completa su voz y vuelve a cantar las primeras líneas, pero esta vez unido con un sintetizador y ritmos de batería. Mientras interpreta la frase Just like a prayer, your voice can take me there, just like a muse to me, you are a mystery («Como una plegaria, tu voz puede llevarme allí, como una musa para mí, eres un misterio»), una voz con influencias del R&B acompaña a la cantante. Finaliza con una repetición final del estribillo y el coro se desvanece poco a poco.
Debido a que la letra emplea dobles sentidos e ironías, a J. Randy Taraborrelli, autor de Madonna: An Intimate Biography (2002), le pareció religioso pero con un trasfondo de tensión sexual. Esto se logró con la participación del coro góspel, cuya voz realza la naturaleza espiritual, mientras que la guitarra de rock pesado la mantiene oscura y misteriosa. Para Graham Cray, de la revista Third Way, la letra era lo suficientemente general como para considerarla «una canción de amor que usa imágenes religiosas», y el crítico musical Greil Marcus manifestó que, en sí, combinaba «adoración y oración con sexo oral». Elan, de NME, observó que la cantante ya había combinado anteriormente el «éxtasis religioso con el sexual», especialmente en el período de Like a Virgin (1984), pero reconoció que nunca antes lo había hecho musicalmente como en «Like a Prayer». Por su parte, O'Brien declaró que en la letra Madonna recibe una vocación de Dios. En ciertas partes también alude al matrimonio con Sean Penn, tal como lo expresa Elan, que sugirió que la línea Just like a muse to me, you are a mistery era un ejemplo de aquello, acorde con la descripción de un amante «incognoscible».

## Recepción crítica

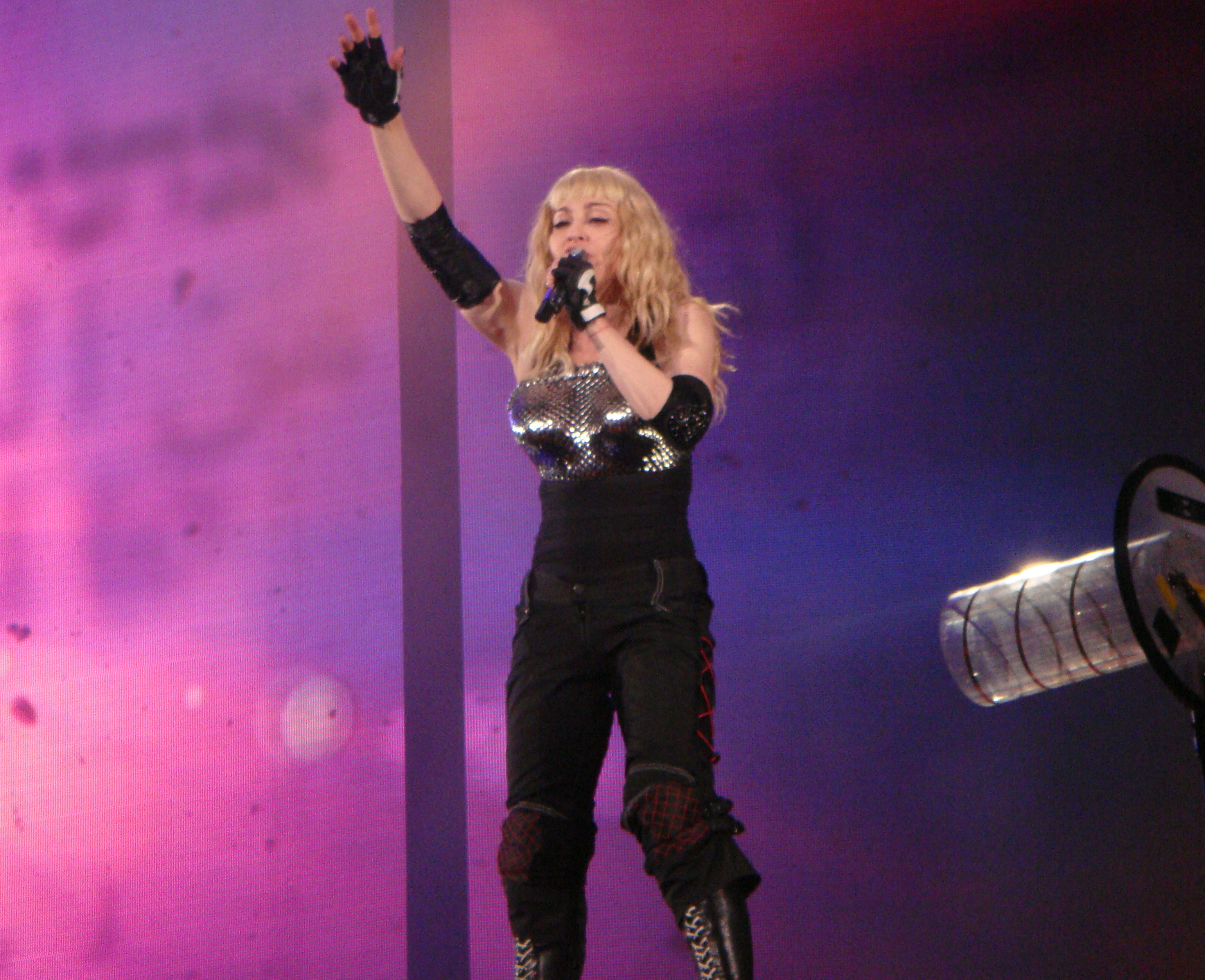
Madonna interpretando una remezcla de «Like a Prayer» durante uno de los conciertos de su gira Sticky & Sweet Tour (2008-2009)

En general, «Like a Prayer» ha sido aclamada por académicos, biógrafos, críticos y periodistas musicales. Taraborrelli dijo que «merecía toda la curiosidad que generó. Aunque es endemoniadamente bailable, también muestra la sorprendente habilidad de Madonna para inspirar emociones fuertes y conflictivas durante el curso de una canción simple, dejando al oyente rascándose la cabeza en busca de respuestas y ansiando más». Lucy O'Brien sintió que el aspecto más notable era el uso de palabras litúrgicas, pues le otorgaba un significado «superficial», el de «forjar la sexualidad con una letra pop que suena muy agradable. Pero debajo de eso hay una mediación rigurosa en la oración. En pocas palabras, "Like a Prayer" realmente te lleva allí». De manera similar, Mary Cross opinó que era «una mezcla de lo sagrado y lo profano» que «todavía suena pegadizo y bailable». En el capítulo «Madonna: Who's That Girl», Rodrigo Fresán, uno de los escritores de Domadores de historias. Conversaciones con grandes cronistas de América Latina (2010), la calificó como «una de las más sentidas y mejores canciones devocionales de todos los tiempos». El periodista australiano Toby Creswell también la llamó «devocional, bellamente diseñada en forma de pop perfecto. Dios es la caja de ritmos aquí».
Michael Campbell, autor de Popular Music in America: And the Beat Goes On (2008), comparó la melodía con la de «Higher Love» (1985) de Steve Winwood. Según él, en «Like a Prayer» se podían hallar «rasgos musicales dispares y contradictorios». Si bien era fácil de escuchar, los contrastes en sonido, ritmo y textura podían parecer atractivos a diferentes públicos destinatarios. En Madonna as Postmodern Myth (2002), el académico Georges-Claude Guilbert destacó una polisemia en la canción, dado que la cantante se dirige a Dios o a su amante, y al hacerlo «alcanza su propia divinidad. Cada vez que alguien llama su nombre, alude también a la canción». El teólogo Andrew Greeley la comparó con el Cantar de los Cantares. Reconoció el hecho de que la «pasión sexual puede ser reveladora» y elogió a Madonna por glorificar las ideologías de subjetividad femenina y feminidad. Eduardo Viñuela, Igor Paskual y Lara González, autores de Bitch She's Madonna: La reina del pop en la cultura contemporánea (2018), opinaron que «nos acerca al mundo espiritual y termina siendo un éxtasis físico». En su biografía de la cantante, Borja Prieto y Natalia Flores expresaron que se trataba de «una canción mágica, perfecta, digna de pasar a los anales de la historia de la música».
Los críticos contemporáneos también le otorgaron opiniones positivas. Stephen Holden del New York Times destacó su sonido pop «rico» y «completamente maduro», y observó que mostró un «crecimiento musical impactante» en Madonna. Stephen Thomas Erlewine de Allmusic dijo que era «evocadora» y la eligió como una de las mejores del álbum. A J. D. Considine de Rolling Stone le pareció «impresionante en su amplitud y logro» y agregó: «Al principio parece una lucha entre lo sagrado y lo profano, ya que un tintineante riff de bajo funk impulsa la voz de Madonna, enmarcada por un aura angelical de coristas. [Ella] aviva los fuegos espirituales con un groove potente y brillante que finalmente se rinde ante el abandono del góspel». De la misma publicación, Gavin Edwards la definió como «la más transgresora y la más irresistible» de su carrera. Sal Cinquemani, de la revista en línea Slant, declaró que «escala las alturas como ninguna otra canción pop lo ha hecho antes o después», y elogió la producción «brillante» que da paso a un poder «más allá de los típicos sonidos de estudio. [...] No es coincidencia que se sienta como una experiencia religiosa». Hadley Freeman de The Guardian la calificó como «eternamente eufórica», mientras que Joey Guerra del Houston Chronicle la llamó «grande, audaz y un poco peligrosa». Este último también mencionó que era diferente a cualquier otra cosa en la radio. Por su parte, Eduardo Alcántara, del diario peruano El Comercio, lo nombró el tema «más completo» de su carrera, y Joe Morgan de Gay Star News opinó que era «perfecto», «bailable y a la vez sutil».
Para Jim Farber de Entertainment Weekly, el sencillo demostró que sus habilidades como compositora e intérprete «se habían elevado a nuevas alturas celestiales». En una reseña al recopilatorio The Immaculate Collection, David Browne de la misma publicación analizó la composición y notó que agregaba «intensidad» a sus letras «espirituales». También de Entertainment Weekly, Chuck Arnold escribió que «logra una trascendencia espiritual que lo convierte en su canción suprema. Madonna, al crecer como católica, equilibra aquí lo sagrado y lo seglar con un efecto extático. [...] Te lleva allí una y otra vez». Sebas E. Alonso de Jenesaispop sostuvo que era «una canción muy diferente a todo lo que había hecho anteriormente, no solo por el añadido del góspel, sino por su peculiar fondo instrumental, totalmente orgánico». De la edición española de Vanity Fair, Guillermo Alonso sintió que la producción original era «una vergüenza [que sonaba] a sardina en lata. Pero la melodía es tan atemporal y tan perfecta que sobrevive incluso a eso». Asimismo, la remezcla en The Immaculate Collection le pareció «mejorada y perfeccionada», opinión que compartió Alonso, de Jenesaispop. En el sitio Boy Culture, Matthew Rettenmund, autor de la Encyclopedia Madonnica, elogió su composición y la caracterizó como «el primer momento Joni Mitchell de Madonna». Según Richard LeBeau del portal Medium, se trató de «una de las nominadas a [la categoría de] mejor canción pop que jamás se haya hecho». Samuel R. Murrian de la revista Parade declaró que «el góspel, el pop y el rock clásico se unieron para crear una obra maestra que silenció a quienes dudaban del talento de Madonna». Por último, Matthew Barton de Attitude la llamó «cautivadora», «fascinante» y «un verdadero clásico pop moderno», y agregó que ha demostrado «el talento de Madonna como cantante y compositora, una canción de belleza y redención, de poder y éxtasis que perdura hasta el día de hoy».

## Recepción comercial

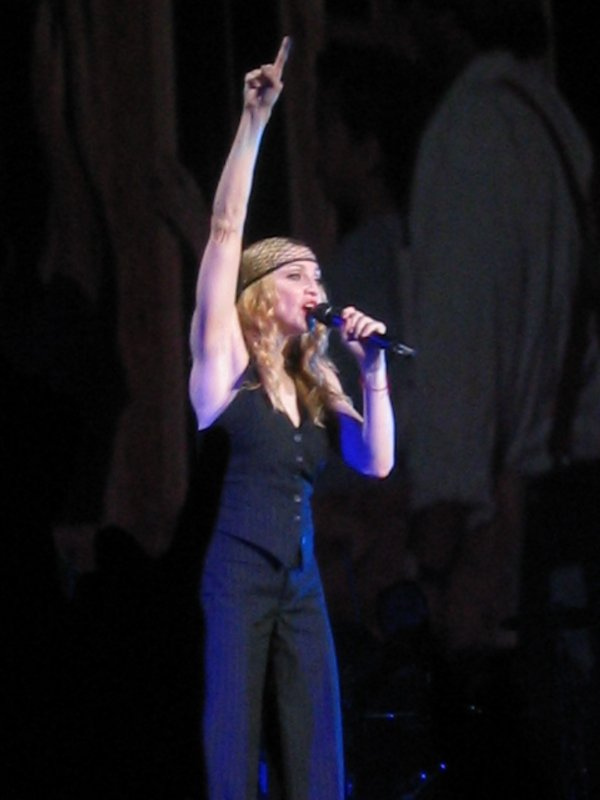
«Like a Prayer» se convirtió en el sexto y séptimo número uno de Madonna en Reino Unido y Estados Unidos, respectivamente. En la imagen, la cantante interpretando una versión acústica del tema en el Re-Invention World Tour de 2004

En Estados Unidos, «Like a Prayer» recibió airplay en 219 estaciones de radio y en la edición del 18 de marzo de 1989 debutó en el puesto número 38 de la lista Billboard Hot 100, lo que supuso el debut más alto desde «I Just Can't Stop Loving You» de Michael Jackson, que en agosto de 1987 había debutado en el número 37. El 8 de abril subió hasta la quinta posición y fue el decimocuarto sencillo consecutivo de Madonna en llegar a los cinco primeros. Finalmente, llegó a lo más alto el 22 de ese mes, misma fecha en que el álbum también ascendía al primer puesto en el Billboard 200, y se convirtió en el séptimo número uno de la cantante. Estuvo en el primer lugar tres semanas seguidas y en total dieciséis. Lideró las listas de ventas físicas y de radios, componentes del Billboard Hot 100, así como los conteos Dance Club Songs, Dance Singles Sales y Hot Crossover 30. Por último, alcanzó los puestos tercero y vigésimo en Adult Contemporary y Hot R&B/Hip-Hop Songs, respectivamente. En el ranking anual del Hot 100 se ubicó en el vigésimo quinto lugar. Para diciembre de 2016, había vendido 1.1 millón de descargas digitales, según datos oficiales de Nielsen SoundScan. El 29 de julio de 2024, la Recording Industry Association of America (RIAA) le otorgó dos discos de platino, en representación a dos millones de unidades vendidas en el país.
En Canadá ocupó el primer y segundo puestos en las listas oficiales de RPM Top 100 Singles y Top 20 Dance Singles, respectivamente. En la principal estuvo presente un total de diecisiete semanas y fue el sencillo más exitoso de 1989 en el país. La buena recepción comercial continuó en el ranking elaborado por The Record, donde en la edición del 20 de mayo también llegó a la primera posición. En Australia entró por primera vez el 19 de marzo en el tercer lugar y llegó a lo más alto siete días después; permaneció allí cinco semanas no consecutivas y en total veintidós. Fue la canción más exitosa de ese año y la Australian Recording Industry Association lo certificó con un disco de platino por la venta de 70 000 copias. En Nueva Zelanda tuvo una recepción similar, pues también debutó en el tercer sitio y se mantuvo en el primero por dos semanas seguidas. Con un total de trece semanas, ocupó el octavo lugar para fin de año y ganó un disco de oro por parte de la Recorded Music NZ (RMNZ).
En Reino Unido, ingresó a la segunda posición del UK Singles Chart el 18 de marzo y en siete días ascendió a la primera, donde se mantuvo por tres semanas consecutivas. Fue su sexto número uno, la mayor cantidad para un artista en la década de 1980, y en la lista anual quedó en el undécimo puesto. La Industria Fonográfica Británica (BPI, por sus siglas en inglés) le otorgó dos discos de platino por la distribución de 1.2 millones unidades equivalentes y, para agosto de 2024, la cifra había incrementado a 1.4 millones, según Music Week. Llegó a la cima en Bélgica, Dinamarca, España, Finlandia, Irlanda, Islandia, Italia, Noruega, Países Bajos, Polonia, Portugal, Suecia y Suiza, y a la segunda posición en Alemania, Austria y Francia. Sumado a ello, obtuvo un disco de plata en Francia, entregado por la Syndicat National de l'Édition Phonographique (SNEP), uno de platino en Suiza por la Grammofonleverantörernas förening (GLF), y uno de oro en Alemania (BVMI), España (PROMUSICAE), Italia (FIMI), Países Bajos (NVPI) y Suiza (IFPI).
Por sus resultados comerciales en los mercados europeos, ocupó el primer puesto en la Eurochart Hot 100 Singles, elaborada por Music & Media, donde permaneció doce semanas consecutivas; fue el segundo sencillo más exitoso del año, por detrás de «Lambada», de la banda Kaoma. Asimismo, fue el primero en debutar directamente en la primera posición del European Airplay Top 50, y superó el anterior récord que había logrado la misma Madonna en 1987, cuando «Who's That Girl» había ingresado en el tercer lugar. Estuvo en lo más alto once semanas seguidas, la mayor cantidad registrada en 1989, y ocupó el primer puesto en la lista anual. «Like a Prayer» se convirtió en uno de los sencillos más exitosos en el mundo, con cinco millones de copias vendidas para junio de 2009.

## Vídeo musical

### Concepto y producción

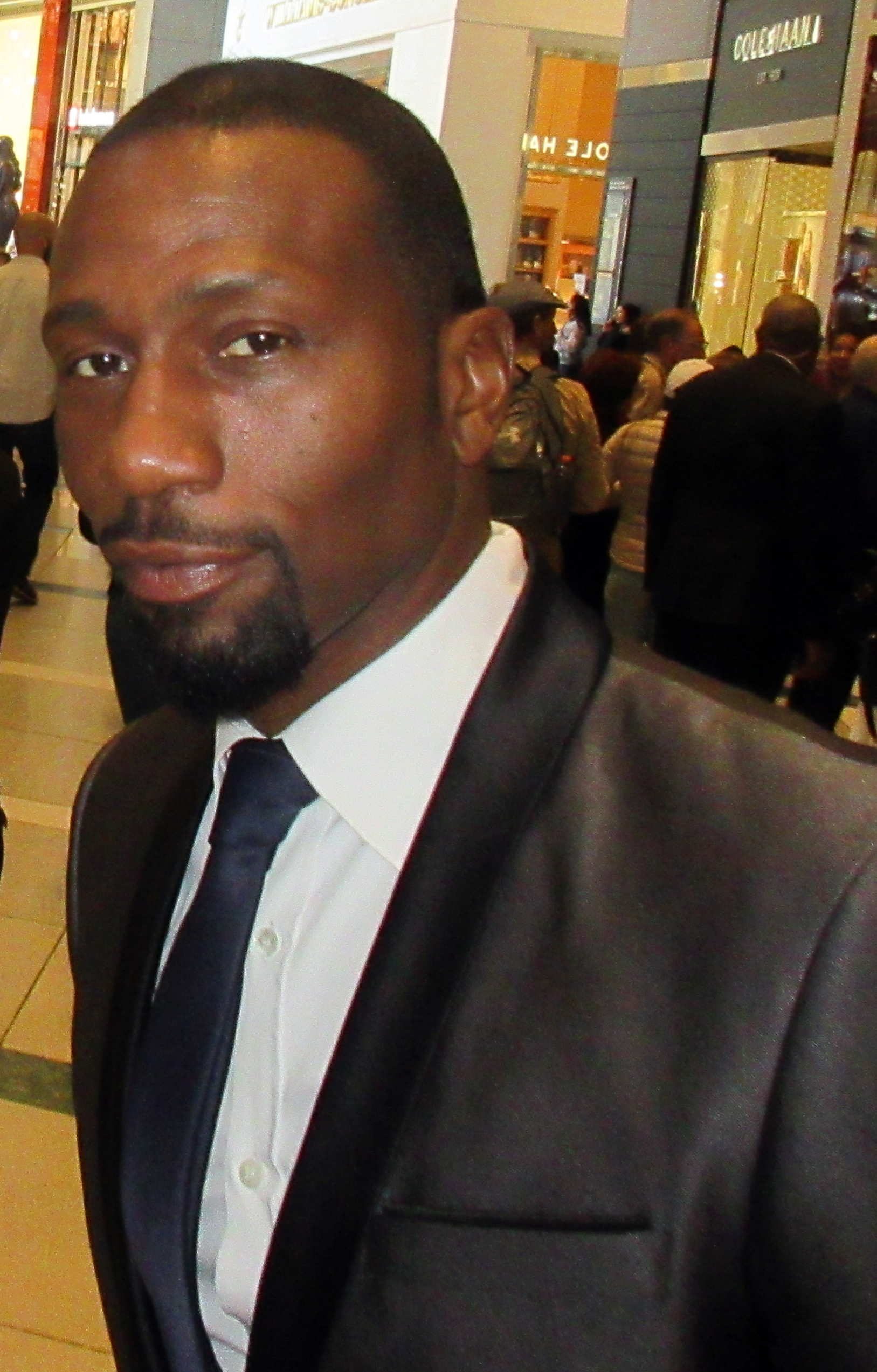
Leon Robinson hizo el papel de un santo inspirado en Martín de Porres

El vídeo musical de «Like a Prayer» se filmó en los estudios Raleigh de Hollywood y en las colinas de San Pedro bajo la dirección de Mary Lambert, quien anteriormente había dirigido «Borderline», «Like a Virgin» (1984), «Material Girl» (1985) y «La isla bonita» (1987). Madonna quería que fuera más provocativo que todo lo que había hecho antes; para ello, abordó el racismo y pretendió que el vídeo tratase de una pareja interracial que es asesinada por el Ku Klux Klan, aunque cambió de parecer y decidió incluir otro tema provocativo pero que fuera acorde con las connotaciones religiosas de la canción. Tras escucharla una y otra vez, llegó a la conclusión de lo que quería representar:
La historia de una chica locamente enamorada de un hombre negro, ambientada en el sur, una historia de amor interracial prohibida. Y el chico del que está enamorada canta en un coro. Ella está obsesionada con él y va a la iglesia todo el tiempo. Y luego se convirtió en una historia más grande, que trataba sobre el racismo y la intolerancia. [...] Mi idea original fue mucho más triste. Algo como «esta es la realidad, y la realidad apesta».
Lambert, por su parte, tenía una idea diferente, pues sentía que el tema trataba más sobre el éxtasis, especialmente uno sexual, y cómo este se relacionaba con el éxtasis religioso. Tras escuchar el tema varias veces, ambas decidieron proseguir con el plan de la directora. Lambert posteriormente declararía que «subconscientemente, mucha gente entendió esto y se sintió cautivada o indignada por ello». Se introdujo además una subtrama en la que Madonna es testigo de un homicidio, que luego se convertiría en el desencadenante del éxtasis sexual y religioso. La cantante concluyó que a pesar de que tenía algo de tristeza, el final era más «optimista». El actor Leon Robinson hizo el papel de un santo inspirado en Martín de Porres, patrón de las personas de raza mixta y todos aquellos que buscan la armonía interracial. Andraé Crouch tenía previsto aparecer con su coro, pero rechazó la invitación luego de conocer el concepto.

### Vestuario y rodaje
Marlene Stewart, quien colaboró previamente con Madonna en «Material Girl», fue la diseñadora de vestuario del vídeo. Para la primera escena la artista usó un abrigo que pertenecía a Stewart y que, según ella, tenía un significado religioso, y en el resto del videoclip lució un vestido de color chocolate que la diseñadora había adquirido en la Western Costume Company de Los Ángeles. En una entrevista con Vogue, comentó que el uso de la prenda era «simbólica» y que el objetivo era provocar y «sobrepasar los límites». Continuó: «[Madonna] solía usar lencería como ropa de calle. Así que encontré ese vestido increíble que venía con ballenas y tenía el nombre de "Natalie Wood" dentro, para quien fue hecha. En ese momento, la gente solía hacer trajes y tenía el nombre [de la celebridad] dentro. Se usaba como ropa interior, pero fue confeccionado como un vestido por la forma en que creaban [este tipo de vestimenta]».
El rodaje duró cuatro días, con uno adicional asignado para volver a filmar algunas escenas. Originalmente, Lambert había tomado moldes del rostro, las manos y los pies de Robinson para crear la estatua del santo que se usaría como decoración, pues el actor solo representaría las escenas en vivo. Sin embargo, durante la posproducción Lambert descubrió que la estatua no se parecía al actor, por lo que le pidió que volviera a filmar las escenas correspondientes. Tuvo que actuar como estatua y requirió un maquillaje especial para las tomas nuevas. Poco tiempo después, recordó que en «primer lugar, no me di cuenta de lo difícil que es pararse completamente erguido sin moverse. En segundo lugar, como actor tienes una energía nerviosa, y lo que se me pidió fue una antítesis total de eso».

### Trama

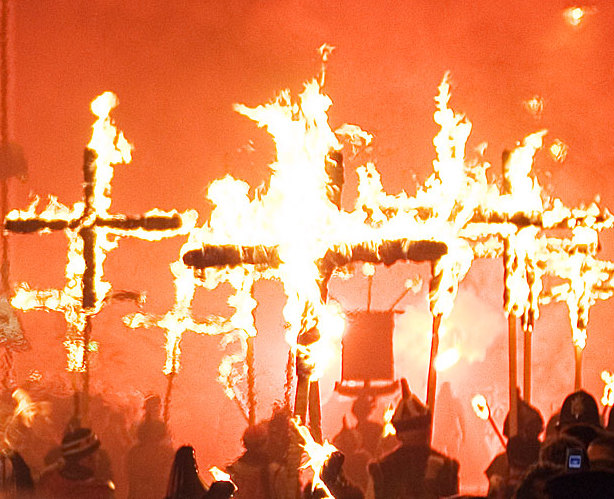
En el vídeo hay una toma donde Madonna baila en un campo con cruces quemándose

Madonna presencia el robo y homicidio de una joven a manos de supremacistas blancos, demasiado asustada como para reaccionar. Un hombre negro, que también ve el incidente, corre para auxiliar a la mujer, pero los homicidas huyen justo cuando llega la policía; ellos sospechan por error que el hombre es el asesino y lo arrestan. Antes de huir, los verdaderos asesinos lanzan una mirada amenazadora a Madonna, que luego huye de la escena del crimen y escapa a una iglesia, donde se encuentra con la estatua de un santo parecida al hombre. Al comenzar el primer verso, pronuncia una oración frente a la estatua, que parece estar llorando, luego se acuesta en un banco y tiene un sueño en el que cae al vacío. De repente, una mujer que representa el poder y la fuerza, la atrapa y le aconseja que haga lo correcto.
Todavía soñando, regresa a ver la estatua, que se transforma en el hombre negro que había visto antes. Él besa su frente y abandona la iglesia. Seguido de esto, toma una daga y se corta accidentalmente las manos. Luego se intercalan tomas de Madonna bailando y cantando en un campo con cruces en llamas, al estilo Ku Klux Klan, una escena erótica entre ella y el santo y otra en la que está rodeada de un coro dentro de la iglesia. Madonna se despierta, va a la comisaría y aclara que fue testigo del crimen y que el sujeto es inocente; la policía lo libera. En el final baila frente a las cruces ardiendo y luego todos los involucrados en la historia hacen una reverencia cuando las cortinas caen.

### Comercial de Pepsi
En enero de 1989, fecha en la que todavía no se grababa por completo el vídeo, Pepsi-Cola anunció que había firmado un contrato por cinco millones de dólares con Madonna, quien filmaría un comercial de televisión para la marca y dejaría que fuese patrocinador oficial de su siguiente gira, llamada entonces Like a Prayer World Tour y programada para el año siguiente. La artista quiso aprovechar el comercial para dar a conocer el sencillo en el mundo antes de su fecha de lanzamiento oficial —primera vez que se hacía algo así en la industria musical— y Pepsi también se beneficiaría de que su producto se asociase con ella, pues tendría un elemento más de promoción. Alan Pottasch, jefe de publicidad de la empresa, declaró que «el debut sin precedentes de este sencillo tan esperado logrará poner a Pepsi en primer lugar en la mente de los consumidores». Madonna, que describió el comercial como «muy dulce y muy sentimental», comentó que al principio sintió cierto recelo con respecto al proyecto, pero luego de varias reuniones tuvo muchos aportes y le surgió una historia a la que calificó de «conmovedora». Si bien en un principio se había negado a bailar y cantar, cambió de parecer tras conocer al coreógrafo Vince Paterson, pero rehusó pronunciar la palabra «Pepsi».
En el comercial de dos minutos, dirigido por Joe Pytk y titulado «Make a Wish», Madonna vuelve en el tiempo a los recuerdos de su infancia. Aparece sentada en un sofá vistiendo un bustier y un pantalón negro y luciendo un mechón rubio en su cabellera morena. Trae una lata de Pepsi en la mano mientras mira la proyección de una grabación en blanco y negro de su octavo cumpleaños. En un momento, las cosas cambian y de repente la niña del vídeo —interpretada por la actriz infantil Heidi Marshall— ocupa el lugar de Madonna, quien se incorpora a la proyección. La niña deambula sin rumbo por la habitación de la cantante, mientras esta última baila con sus amigos de la infancia al ritmo de la canción en la calle y dentro de un bar. A continuación baila dentro de una iglesia rodeada de un coro, a la vez que la niña encuentra su vieja muñeca. De repente, la música se detiene abruptamente y los personajes vuelven a sus lugares originales. Al momento de soplar las velas, la pequeña observa a la cámara y se enfrenta con la mirada de Madonna, quien le dice «adelante, pide un deseo», y procede a apagar las velas de su pastel.
El 22 de febrero se mostró un teaser de treinta segundos durante la tanda publicitaria de la 31.ª entrega de los premios Grammy. Finalmente, el 2 de marzo se emitió en su totalidad en el programa de la NBC The Cosby Show, uno de los más populares de la época. Se transmitió en cuarenta países y se estima que 250 millones de personas en todo el mundo vieron el comercial; Todd McKenzie, portavoz de Pepsi-Cola, dijo que tenían planeado transmitirlo simultáneamente en Europa, Asia, Australia y América del Norte. Por su parte, Bob Garfield de Advertising Age afirmó que «desde Turquía a El Salvador y a cualquier ciudad de los Estados Unidos, alrededor de 500 millones de ojos estaban pegados a la pantalla» cuando se transmitió el anuncio. Según Leslie Savan, de The Village Voice, este acontecimiento calificó como «un himno a las capacidades globales de la era de las reproducciones electrónicas; celebra las ambiciones panculturales de los refrescos y las estrellas pop».

### Estreno, protestas y respuestas

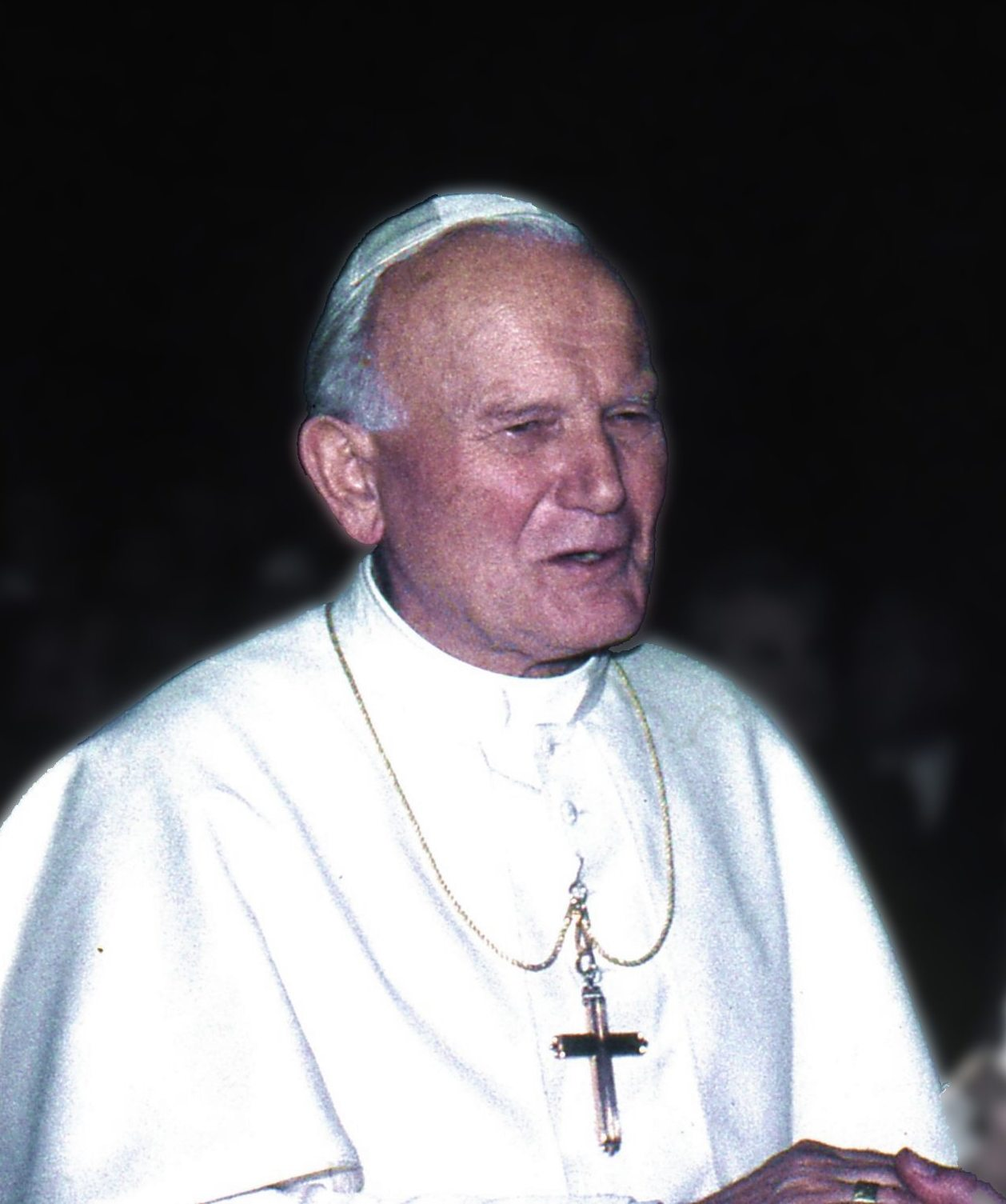
Tras el estreno del vídeo, el entonces papa Juan Pablo II alentó un boicot en Italia y buscó prohibir la música e imágenes de Madonna

El vídeo tuvo su estreno en MTV el 3 de marzo de 1989, un día después del comercial de Pepsi. Grupos religiosos en casi todo el mundo, incluido el Vaticano, protestaron de inmediato y criticaron el uso «blasfemo» de imágenes cristianas. También pidieron el boicot nacional de las cadenas de comida rápida Kentucky Fried Chicken, Taco Bell y Pizza Hut, filiales de Pepsi y PepsiCo. La American Family Association (AFA) también lo encontró ofensivo, y el director ejecutivo de la organización, el reverendo Donald Wildmon, afirmó que «ridiculizaba el cristianismo», a diferencia del comercial, que presentaba a Madonna «como un ejemplo a seguir limpio y saludable». El entonces papa Juan Pablo II alentó un boicot en Italia y prohibió su música y sus imágenes allí. Asimismo, las protestas de una pequeña organización católica llevaron a que la cadena estatal italiana RAI y la compañía WEA no transmitieran el vídeo. No obstante, Liz Rosenberg, portavoz de Warner Bros. Records, desmintió aquellos hechos y aseguró que las emisoras de aquel país no habían encontrado ninguna razón para no emitirlo. McKenzie dijo que la compañía no estaba al tanto del contenido del vídeo, pero que de todas maneras continuaría transmitiendo el comercial debido a la «respuesta abrumadoramente positiva» y explicó las diferencias entre su publicidad y las opiniones artísticas de Madonna. Igualmente, Carol Robinson, vocera de MTV Networks, confirmó que el canal seguiría emitiendo el videoclip, que era uno de los más solicitados.
Sin embargo, el 6 de abril, Pepsi cedió ante las protestas y canceló las emisiones del comercial en la televisión, así como el patrocinio de su siguiente gira; al respecto, McKenzie mencionó: «Cuando estás emitiendo un anuncio que crea confusión entre la gente, o le molesta, tiene sentido suprimirlo». Según Taraborrelli, la compañía estaba tan ansiosa por liberarse de la colaboración que incluso le permitió a Madonna mantener el anticipo de los cinco millones de dólares. Ante las protestas, la artista dijo que «el arte tendría que ser controversial» y que su intención era contar una historia sobre el bien y el mal y ayudar al prójimo. Leon Robinson no vio ninguna de las críticas como justificadas, pero reconoció que sería inevitale un alboroto porque «definitivamente no [era] un típico vídeo de rock». Por su parte, Leonard admitió que «ella siempre está dispuesta a lidiar con cualquier reacción que tenga la gente. Obviamente, si estás bailando en una colina con media docena de cruces en llamas detrás de ti, alguien va a decir algo». En otra entrevista con la revista Smash Hits, la cantante añadió:
Las personas que son realmente apasionadas y que realmente tienen una mente abierta, si realmente miran atentamente, [verán] que el vídeo tiene un mensaje muy positivo y no encontrarán ningún defecto en él. La pasión... hay algo casi sexual en eso, si quieres ser realmente psicoanalítico al respecto. Pienso que dejó un mensaje muy positivo [porque] era sobre superar el racismo y superar el miedo a decir la verdad. Mucha gente es testigo de crímenes y les aterra involucrarse porque solo les traerá problemas. Tienen miedo de jugársela y defender a alguien más. Tuvo muchos mensajes positivos. Es decir, es un tema muy tabú tener una relación interracial y la idea de ese tipo de alegría en una iglesia. Trató sobre muchos tabúes y eso asustó a la gente. Y pienso que aquellos que reaccionaron negativamente tenían miedo de sus sentimientos con respecto a esos temas.
A pesar de la controversia, el videoclip recibió, en su mayoría, críticas positivas. Por ejemplo, Jamie Portman del Schenectady Gazette opinó que podría ser «vulnerable a los cargos de ser descaradamente provocativo en su mezcla calculada de sexo y religión», mientras que David Rosenthal del Spokane Chronicle afirmó que era «visualmente impresionante». Edna Gundersen, de USA Today, no entendió la controversia, ya que «[Madonna] es una chica buena en el vídeo. Salva a alguien de ir a prisión. ¿Cuál es el gran problema?». Stephen Holden del New York Times lo consideró «interesante, conmovedor y divertido a la vez» y admitió que superaba sus anteriores vídeos en su «emocionante torbellino de imágenes sagradas y profanas». Para el periódico inglés Metro, Alicia Adejobi declaró que «simboliza perfectamente la valentía que el pop puede y debería representar». Chris Willman de Los Angeles Times lo destacó por representar una canción de amor, en lugar de blasfemia, y elogió la toma de las estigmas. Concluyó que se trataba de «una historia redentora bastante básica, quizás más enredada que animada por su simbolismo gravoso y a menudo innecesario». Del diario musical Record-Journal, Phil Kloer opinó que «aunque uno [lo] caracterice como racista —la mujer blanca da vida al hombre negro, la mujer blanca salva al hombre negro— es condenable a simple vista porque explota un símbolo del mal [las cruces en llamas del Ku Klux Klan] para vender discos». Greil Marcus aseveró que amenazaba «las creencias dadas por sentado de millones de personas». Graham Cray de Third Way comentó que Madonna «se deleita en tomar imágenes cristianas y convertirlas en moda, muchas veces en contradicción directa con las creencias morales cristianas, [...] para provocar sentimientos que todos tienen». Taraborrelli escribió que «bailó con tal abundancia como si supiera que estaba a punto de causar una conmoción, y no podía esperar para ver cómo se desarrollaría». Posteriormente, se incluyó en los recopilatorios The Immaculate Collection (1990) y Celebration: The Video Collection (2009).

### Temas y análisis

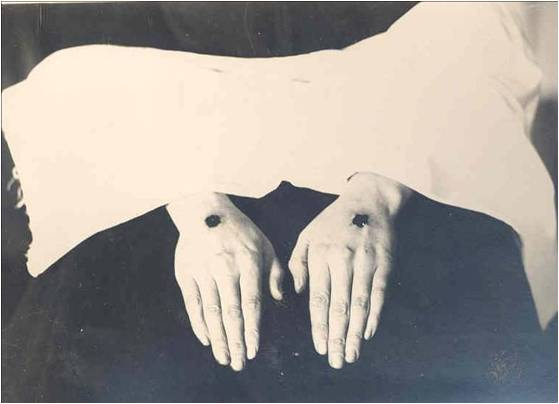
Para el académico Robert McQueen Grant, la escena en la que Madonna se corta accidentalmente la mano con una daga era una representación de estigmas

Algunos académicos han ofrecido diferentes interpretaciones del vídeo y su historia. Allen Metz, uno de los autores de The Madonna Companion: Two Decades of Commentary (1999), notó que cuando Madonna entra a la iglesia al comienzo, se escucha la línea I hear you call my name, and it feels like... home. Las mujeres de Harlem del Este en Nueva York llaman a su iglesia la casa di momma –la casa de mamá–, por lo que opinó que la cantante se aludía a sí misma como una más de Harlem, pero también como una divinidad que regresa a su iglesia. Nicholas B. Dirks, autor de Culture/power/history (1994), exploró este aspecto divino y argumentó que el punto más importante de la narración es cuando Madonna sueña que cae del cielo, ya que significa que «no se pone en el lugar de la redentora, sino que se imagina como una». Juan Sanguino de Vanity Fair explicó que la cantante representaba a cuatro personajes: María Magdalena, la Virgen, Jesucristo ―cuando muestra las estigmas en sus palmas― y el Espíritu Santo; concluyó que «en cinco minutos le da tiempo de apropiarse culturalmente del gospel (la música de iglesia negra), la brutalidad policial y el Ku Klux Klan cuando baila rodeada de cruces ardiendo».
En su libro Madonna's Drowned Worlds (2004), Santiago Fouz-Hernandez sostuvo que la mujer negra que atrapa a Madonna en su sueño es un símbolo de divinidad, ya que le ayuda a que tome la decisión correcta. También explicó que el parecido físico entre ambas mujeres hacía que fuese la divinidad interna de Madonna la que la estaba rescatando. Para el académico Robert McQueen Grant, la escena donde se corta las manos accidentalmente era una representación de estigmas, lo cual marcaba el papel protagónico de la intérprete en la historia. Esto fue evidente cuando se muestra en detalle la escena del crimen y se establece una identificación entre ella y la víctima. Freya Jarman-Ivens, coautora de Madonna's Drowned Worlds, señaló que la mujer pide ayuda cuando se escucha la frase When you call my name, it's like a little prayer, pero es incapaz de defenderla, lo que retrata de esa manera el fracaso de la divinidad para salvar. Según la autora, la mirada entre el miembro de la pandilla y Madonna era una complicidad de «los hombres blancos violan/matan mujeres, los hombres blancos culpan a los hombres negros; las mujeres son violadas/asesinadas por estar en las calles de noche y, aun así, los hombres negros son encarcelados».
Otros temas que señaló Metz incluyen las cruces en llamas, que sintió que evocaba la escena del crimen de los asesinatos de James Earl Chaney, Andrew Goodman y Michael Schwerner, representada en la cinta Mississippi Burning (1988). Cuando Madonna baila con el coro en el altar de la iglesia, un niño negro se une a ella. Esta fue una referencia a la única persona que protestó en contra de los asesinatos del Ku Klux Klan en la película: un hombre negro. Para el autor, fue un símbolo de que su protesta haya sido transferida a Madonna. Carol Benson observó que las escenas eróticas entre el santo negro y la cantante, así como las tomas intercaladas de su rostro sorprendido, las cruces en llamas y el ojo sangrante del ícono, demostraron que varias veces en la historia, los hombres negros han sido castigados por besar o desear a mujeres blancas. Grant recalcó que aquí era donde el mensaje de igualdad racial parecía más evidente. Por su parte, el profesor Maury Dean opinó que cuando cae el telón y la escena cambia a una Madonna que sonríe entre las cruces en llamas, el vídeo adquiría otro significado: se convirtió en una heroína exitosa y, por lo tanto, ahora trataba sobre el empoderamiento femenino.

## Presentaciones en directo

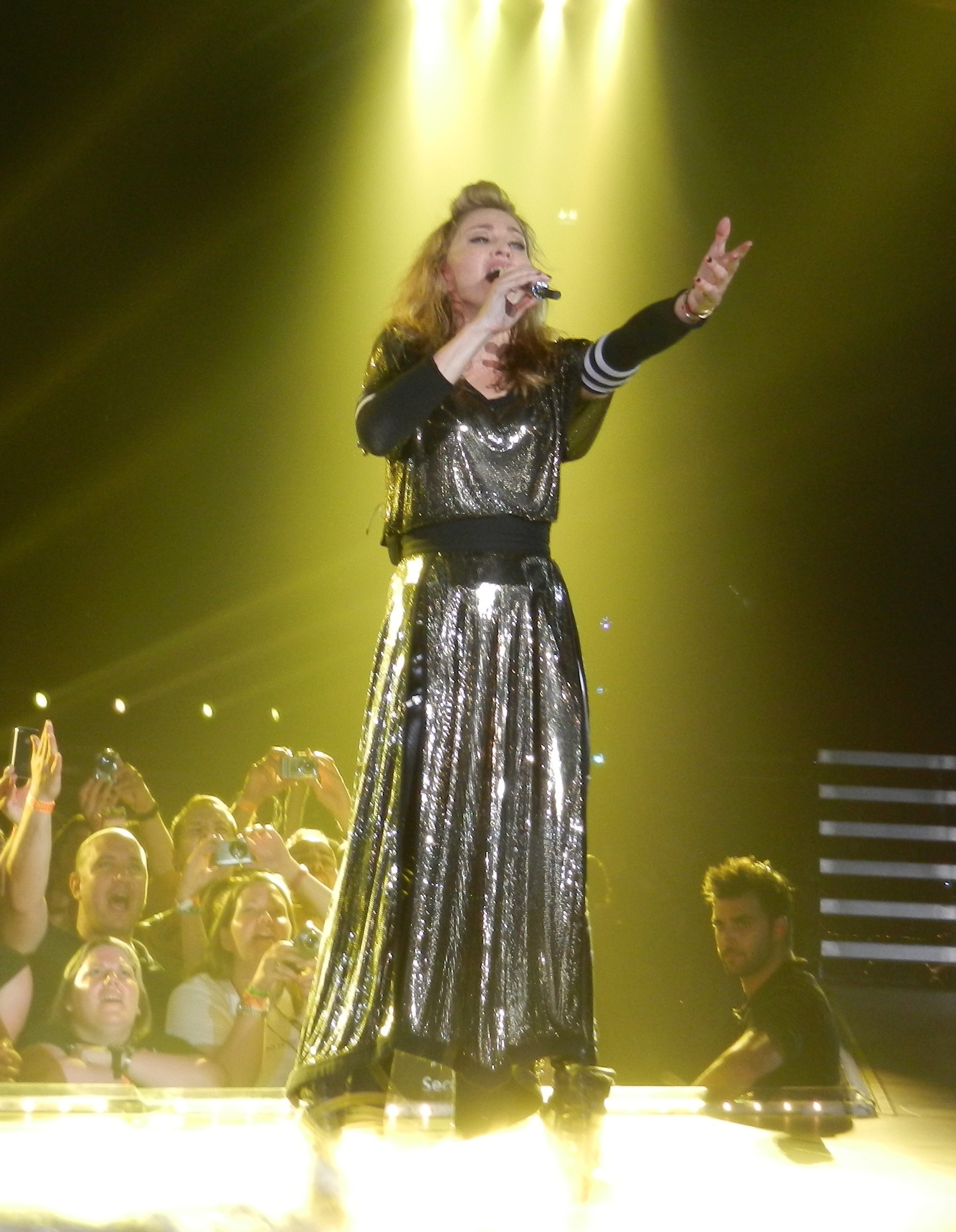
Madonna cantando «Like a Prayer» durante uno de los conciertos de su gira The MDNA Tour (2012)

Madonna cantó «Like a Prayer» en sus giras Blond Ambition (1990), Re-Invention (2004), Sticky & Sweet (2008-2009), MDNA (2012), Rebel Heart (2015-2016) y Madame X (2019-2020), así como en festivales, ceremonias de premios, eventos humanitarios y deportivos. En el Blond Ambition World Tour figuró en el segundo acto del concierto, donde la escenografía simulaba una iglesia. Madonna lucía un conjunto negro descrito como «un cruce entre el atuendo de una viuda mediterránea y una túnica de clero». En la actuación se arrodillaba ante una plataforma repleta de velas votivas mientras sus bailarines y coristas, que iban vestidos de sacerdotes y monjas, entonaban la frase Oh my god! varias veces. Seguido de esto se quitaba una bufanda negra de la cabeza y mostraba un enorme crucifijo colgando de su cuello. Greg Kot, del Chicago Tribune, afirmó que el «conjunto de "Like a Virgin", "Like a Prayer" y "Live to Tell", con sus temas entrelazados de sexo, pecado y salvación, fue lo más destacado». Existen dos actuaciones diferentes: en los álbumes de vídeo Blond Ambition – Japan Tour 90, grabado en Yokohama el 27 de abril de 1990, y en Blond Ambition World Tour Live, filmado en Niza el 5 de agosto de ese año. En su reseña de este último lanzamiento, Ty Burr de Entertainment Weekly elogió la «asombrosa producción de danza gimnástica».
Trece años después cantó una versión acústica de «Like a Prayer» durante la gira promocional de su noveno álbum de estudio American Life. Una de estas presentaciones, realizada en los estudios de Total Request Live en Nueva York el 22 de abril de 2003, se transmitió en MTV como un especial llamado Madonna on Stage & on the Record, mientras que otra se llevó a cabo el 10 de mayo en una tienda de HMV en Oxford ante 500 asistentes. Un año después se incluyó en la gira Re-Invention World Tour. Vestida con un traje negro de Stella McCartney, Madonna le pidió al público que se uniera en la interpretación y Siedah Garrett cantó durante los versos intermedios, mientras las pantallas de fondo mostraban un coro góspel y letras en hebreo. Sal Cinquemani de Slant Magazine llamó a la presentación «emocionante», y The Washington Times declaró que en «Like a Prayer» el espectáculo ofreció «la mejor combinación de música y efectos visuales». En su reseña del concierto de Nueva York, Jim Farber del New York Daily News opinó que «fue notable escucharla cantar tan poderosamente». Apareció en su segundo documental y primer álbum en vivo, I'm Going to Tell You a Secret, de 2006. El 2 de julio de 2005 cantó una versión similar en el concierto benéfico Live 8. La acompañó Birhan Woldu, una mujer etíope que estuvo afectada por la hambruna en el país y que anteriormente había aparecido en un documental sobre la hambruna en África, transmitido veinte años antes en el Live Aid de 1985.

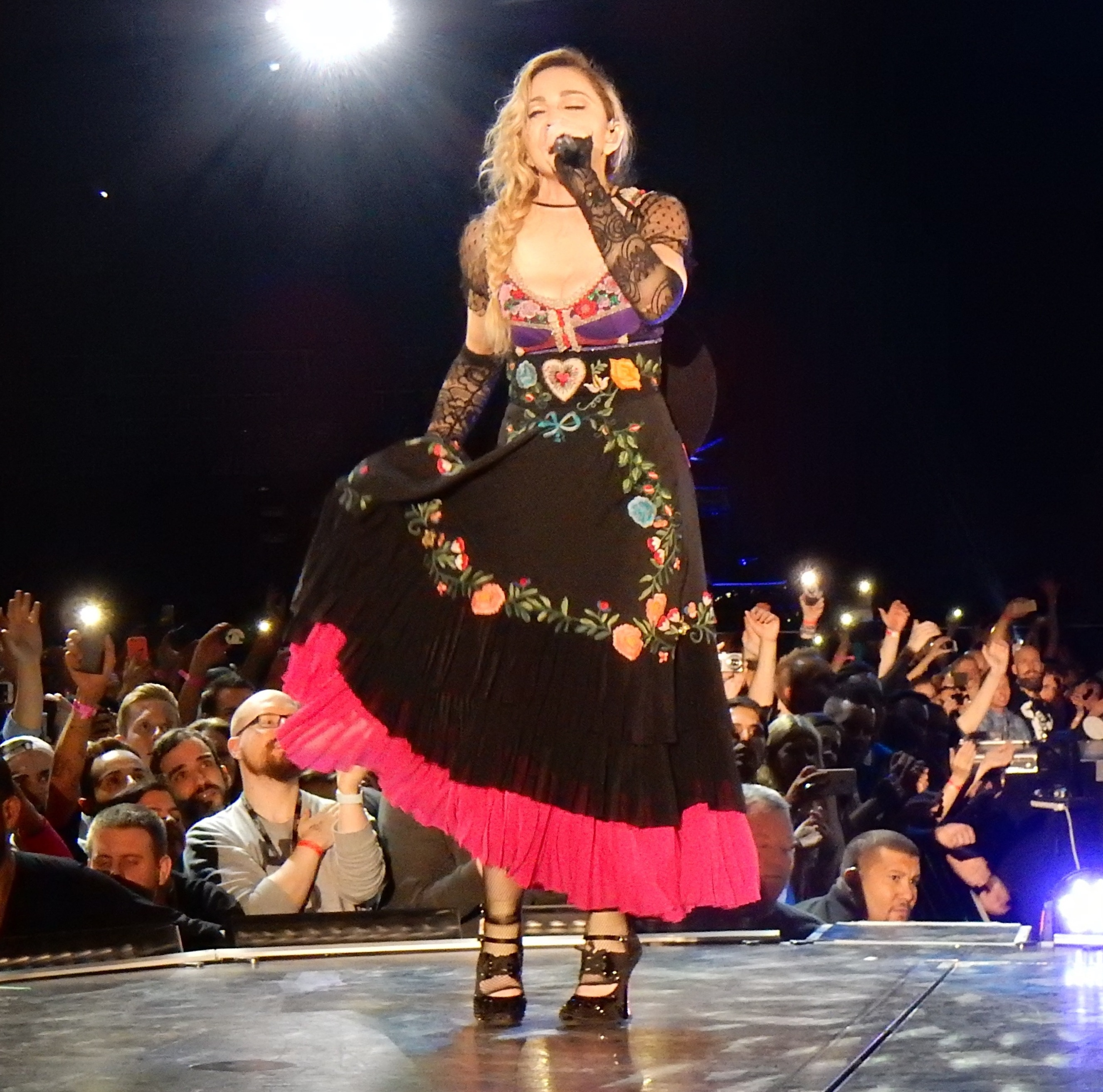
El 14 de noviembre de 2015, durante su concierto en Estocolmo del Rebel Heart Tour, Madonna dedicó «Like a Prayer» a las víctimas de los atentados de París

En el Sticky & Sweet Tour de 2008-2009 formó parte del último acto del concierto, titulado Rave; Madonna interpretó una remezcla dance con samples de «Feels Like Home», de Meck. Aquí usó un corsé plateado y una peluca con flequillo, mientras que sus bailarines se vistieron como ninjas. La corista Nicki Richards cantó durante el solo del intermedio y las pantallas de fondo exhibían pasajes de la Biblia, la Torá, el Corán y el Talmud. Lourdes López de La Vanguardia y Helen Brown de The Daily Telegraph acordaron que fue uno de los momentos más destacados del concierto, y Joey Guerra del Houston Chronicle observó que cuando la artista se elevaba en una de las plataformas del escenario parecía una «superheroína». Figuró tanto en el CD como en el DVD de la gira, Sticky & Sweet Tour (2010), filmado en dos de los conciertos de Buenos Aires en diciembre de 2008. En enero de 2010 se presentó en Hope for Haiti Now: A Global Benefit for Earthquake Relief, concierto en beneficio de las víctimas del terremoto de ese año, e interpretó una versión acústica en conjunto con un coro. Jon Caramanica del New York Times comentó que «por veinte años, ha sido el símbolo de uno de los períodos más tumultuosos y controvertidos en la vida de Madonna. Pero durante cinco minutos esta noche, fue pura, puesta al servicio de algo más grande que la misma cantante».
En el espectáculo de medio tiempo del Super Bowl XLVI, realizado el 5 de febrero de 2012, fue el último número del repertorio. Junto con CeeLo Green y un coro, portó una túnica negra y cantó la canción a la vez que el estadio se iluminaba con luces blancas. Al final se dirigía hacia el fondo del escenario para cantar el último verso y desaparecía en una nube de humo. Como reseña, David Alandete de El País aseguró que «lo que en 1989 no valió para vender refrescos fue totalmente apropiado anoche para anunciar neumáticos (el intermedio musical lo patrocinaba la casa Bridgestone). Madonna le cantó a América a la cara "Like a prayer", como revancha, 23 años después, acompañada de un multitudinario coro góspel». En el MDNA Tour de ese mismo año, fue el anteúltimo tema del espectáculo. Interpretada en una versión góspel «conmovedora», Madonna y sus bailarines representaron un coro y vistieron túnicas largas, mientras que en las pantallas se proyectaban imágenes de iglesias góticas y letras hebreas. Aunque Jim Harrington de The Mercury News le otorgó una reseña negativa a la gira, aclaró que no fue hasta los dos últimos números de la noche, «Like a Prayer» y «Celebration» (2009), «que todo el asunto hizo clic». Nisha Gopalan, de The Hollywood Reporter, declaró que fue «uno de los verdaderos deleites del público, [...] que provocó tanto gritos como escalofríos». La presentación aparece en el álbum en vivo MDNA World Tour (2013), grabado el 19 y 20 de noviembre de 2012 en la ciudad de Miami.

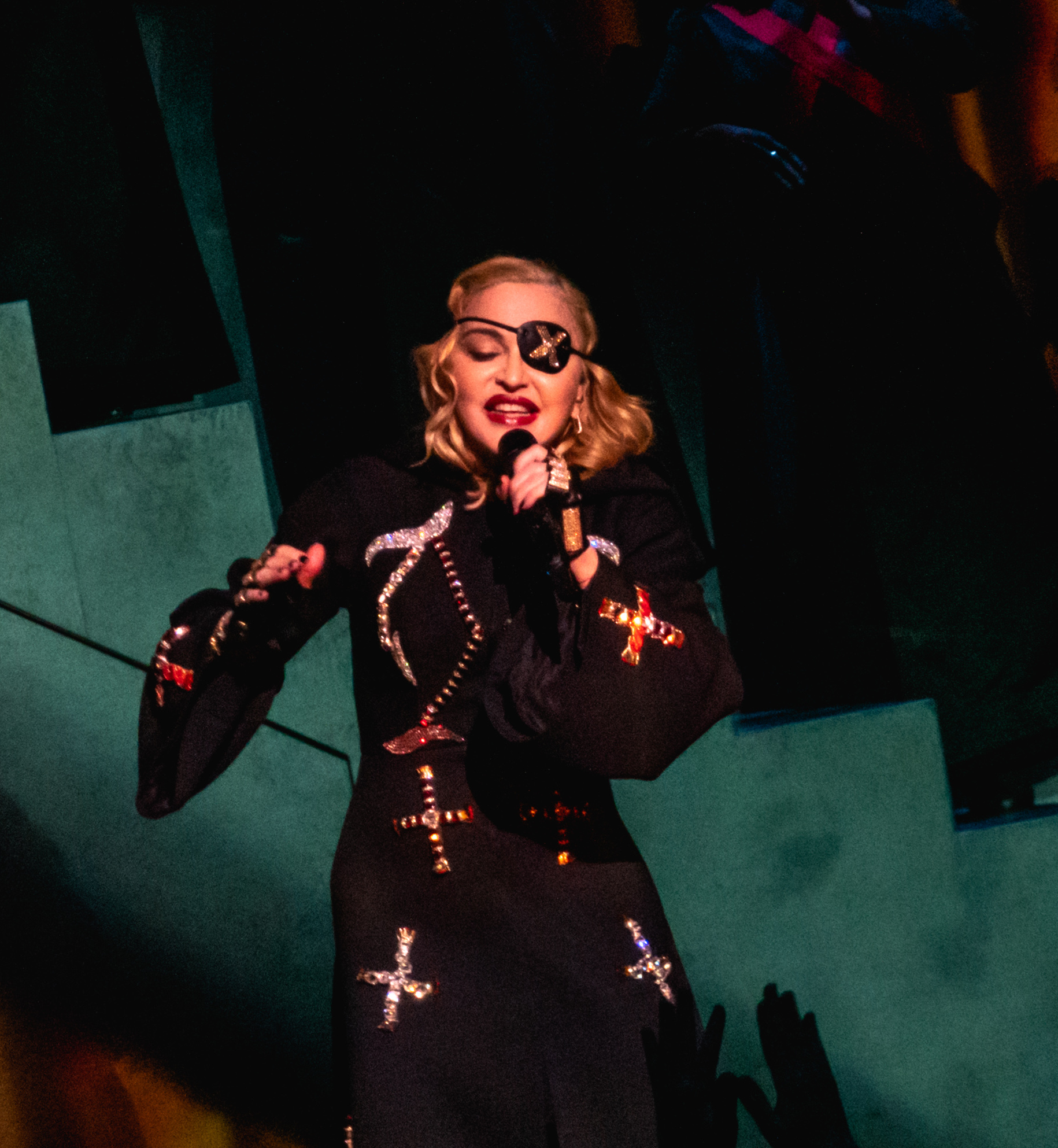
Madonna interpretando «Like a Prayer» durante uno de los conciertos realizados en Londres (Inglaterra), de la gira de 2019-2020 Madame X Tour

A pesar de no haber sido parte del repertorio oficial, Madonna cantó una versión acústica en algunos conciertos del Rebel Heart Tour (2015-2016), como en Inglewood, Birmingham, Londres y Estocolmo, entre otros. En esta última ciudad, dedicó la presentación a las víctimas de los atentados de París y enunció: «Dignidad y respeto será lo único que cambiará al mundo. Solo el amor puede cambiar al mundo». Luego de las palabras, pidió al público un minuto de silencio y procedió a cantar en compañía de una guitarra. El 9 de diciembre de 2015, después de su concierto en París, se dirigió a la Plaza de la República y cantó «Ghosttown» (2015), «Imagine» (1971) de John Lennon y «Like a Prayer» en homenaje a las víctimas de los atentados; la acompañaron su hijo David Banda y el guitarrista Monte Pittman. Una actuación de «Like a Prayer» ofrecida en Sídney se incluyó como pista adicional en su quinto álbum en vivo, Rebel Heart Tour (2017). El 7 de noviembre de 2016 interpretó el tema como parte de un concierto acústico improvisado en el Washington Square Park de Nueva York, en apoyo a la campaña presidencial de Hillary Clinton. El 7 de mayo de 2018 se presentó en la Met Gala, celebrada en el Museo Metropolitano de Arte de Nueva York, y nuevamente cantó «Like a Prayer». Durante la actuación descendía de las escaleras del Museo junto con un grupo de monjes al ritmo de la canción; también interpretó «Hallelujah» (1984) de Leonard Cohen y «Dark Ballet», del álbum Madame X (2019).
El 1 de enero de 2019 presentó «Like a Prayer» y «Can't Help Falling in Love» (1961) de Elvis Presley durante un concierto sorpresa en el Stonewall Inn para celebrar el 50.º aniversario de los disturbios de Stonewall. En mayo de ese año actuó en la final de la 64.ª edición del Festival de la Canción de Eurovisión, realizada en Tel Aviv, e interpretó el tema y «Future», una colaboración con el rapero Quavo. Portó un atuendo medieval, diseñado por Jean-Paul Gaultier, y la acompañó un grupo de cuarenta coristas vestidos con túnicas. Obtuvo comentarios variados de la prensa debido a la voz de la cantante, que por momentos desafinaba. Al día siguiente se publicó un vídeo de la actuación en su cuenta oficial de YouTube, pero con la voz editada y sin desafinar. En la gira Madame X Tour de ese mismo año, la presentó en una ambientación similar a la de la MET Gala; portó un hábito negro con crucifijos enjoyados e interpretó el tema delante de unas escaleras en forma de X, rodeada de un coro, mientras que el videoclip se proyectaba en el fondo. Obtuvo reseñas positivas: para Rob Sheffield de Rolling Stone fue «sagrada pero también sórdida: la combinación definitiva de Madonna», y según Markos Papadatos, de Digital Journal, fue «el himno de la noche que le valió una larga ovación». El 9 de octubre de 2021, Madonna caminó con una multitud por la calle 125 de Harlem e interpretó «Like a Prayer» con un megáfono; estuvo acompañada por una banda y lució un vestido negro ajustado, joyería brillante y cabello rubio alisado. El evento ocurrió después de un concierto íntimo que ofreció en el sótano del restaurante Red Rooster, como parte de la promoción del documental Madame X. En 2022, la propia Madonna reveló que «Like a Prayer» es su canción favorita para interpretar en vivo.

## Versiones y apariciones en la cultura popular
En 1989, el cantautor de folk John Wesley Harding realizó una versión para su EP God Made Me Do It: The Christmas EP. En 1997, apareció en una escena de la cinta Gummo, dirigida por Harmony Korine. La cantante Loleatta Holloway y la banda Bigod 20 grabaron un cover para los álbumes tributo Virgin Voices: A Tribute To Madonna, Vol. 1 (1999) y Vol. 2 (2000), respectivamente. En 2002, el trío Mad'House incluyó una versión club en Absolutely Mad. Se puso a la venta como sencillo y llegó a lo más alto en Alemania, Austria, Irlanda y Países Bajos, y también alcanzó los diez primeros en Bélgica (regiones de Flandes y Valonia), España, Francia, Reino Unido y Suiza, y los veinte primeros en Dinamarca y Suecia. En el Eurochart Hot 100 Singles, ocupó la segunda posición. Lavender Diamond la grabó en género folk para el disco tributo de 2007 Through the Wilderness.
En marzo de 2010, la banda estadounidense de hard rock We Are the Fallen interpretó el sencillo en un concierto en Londres; Nick Duerden, de Spin, dijo que «fue tan exitosamente pulverizado que uno se pregunta si no fue escrito específicamente para convertirse en el mayor himno de rock pesado del mundo». En abril de ese año, el elenco de la serie de televisión estadounidense Glee interpretó «Like a Prayer» durante el episodio tributo «The Power of Madonna», el decimoquinto de la primera temporada. Estuvo disponible como descarga digital en la tienda iTunes Store y figuró en Glee: The Music, The Power of Madonna, un EP con todos los temas que se interpretaron en el episodio. Desde el punto de vista comercial, alcanzó las posiciones segunda, decimosexta, vigésimo séptima y vigésimo octava en Irlanda, Reino Unido, Canadá y Australia, respectivamente. En Estados Unidos también ocupó el vigésimo séptimo lugar en el Billboard Hot 100 y el décimo en el conteo de canciones digitales, con 87 000 descargas vendidas en la primera semana de lanzamiento.
Los DJ Dino y Meck crearon un mash-up de «Like a Prayer» y el tema de este último, «Feels Like Home», titulado «Feels Like a Prayer», que alcanzó la sexta posición de la lista Dance Club Songs. En los demás mercados se ubicó en el top diez en Países Bajos y en la región Flamenca de Bélgica, mientras que en la región Valona de este país alcanzó el decimoquinto. En 2013, la cantante canadiense Nelly Furtado interpretó el tema en su gira The Spirit Indestructible Tour. En junio de 2017, Patrick Leonard y la vocalista Dana Williams versionaron la canción en un estilo balada de piano, y la cantante brasileña Luiza Possi la interpretó en el programa Domingão do Faustão, en una actuación similar a la del Blond Ambition World Tour. Un mes después, volvió a cantarla durante el encore de un concierto tributo a Michael Jackson. En junio de 2020, Sophie Ellis-Bextor cantó el tema durante una transmisión de Instagram Live. Un año después, Miley Cyrus interpretó un popurrí de «Music» (2000), «Express Yourself» y «Like a Prayer» durante Miley Cyrus Presents Stand by You, un concierto especial del mes del orgullo que se transmitió a través de la plataforma de streaming Peacock.

## Premios y nominaciones
En los MTV Video Music Awards de 1989, «Like a Prayer» obtuvo dos nominaciones en las categorías de elección de los televidentes y vídeo del año, y ganó la primera de ellas. Irónicamente, la entrega fue patrocinada por Pepsi, y cuando Madonna subió al escenario para recibir su premio, dio las gracias a la compañía por haber causado «tanta controversia». Ese mismo año fue nominado a mejor sencillo y vídeo pop en los Smash Hits Poll Winners Party, organizados por la revista Smash Hits, y a vídeo del año en los New Music Awards. En 1990 estuvo entre los candidatos a sencillo dance favorito y sencillo internacional del año en los American Music y Juno Awards, respectivamente. Además, la American Society of Composers, Authors and Publishers (ASCAP) la reconoció como una de las canciones más escuchadas de 1989, en la séptima edición anual de los ASCAP Pop Awards. En mayo de 2001, la Asociación de Producción de Vídeos Musicales (MVPA, por sus siglas en inglés) honró a «Like a Prayer» con el Premio del Salón de la Fama. Mary Lambert, quien aceptó el reconocimiento, agradeció a Madonna por su visión y agregó que ella tuvo «la suerte de poder pintar las imágenes en mi cabeza».
| Año  | Premios                       | Categoría                      | Resultado | Ref.    |
| ---- | ----------------------------- | ------------------------------ | --------- | ------- |
| 1989 | MTV Video Music Awards        | Vídeo del año                  | Nominado  | [ 205 ] |
| 1989 | MTV Video Music Awards        | Elección de los televidentes   | Ganador   | [ 205 ] |
| 1989 | New Music Awards              | Vídeo del año                  | Nominado  | [ 208 ] |
| 1989 | Smash Hits Poll Winners Party | Mejor sencillo                 | Nominado  | [ 207 ] |
| 1989 | Smash Hits Poll Winners Party | Mejor vídeo pop                | Nominado  | [ 207 ] |
| 1990 | American Music Awards         | Sencillo dance favorito        | Nominado  | [ 209 ] |
| 1990 | ASCAP Pop Awards              | Canción más escuchada          | Ganadora  | [ 211 ] |
| 1990 | Juno Awards                   | Sencillo internacional del año | Nominado  | [ 210 ] |
| 2001 | MVPA Awards                   | Premio del Salón de la Fama    | Ganador   | [ 212 ] |

## Legado

### Reconocimientos

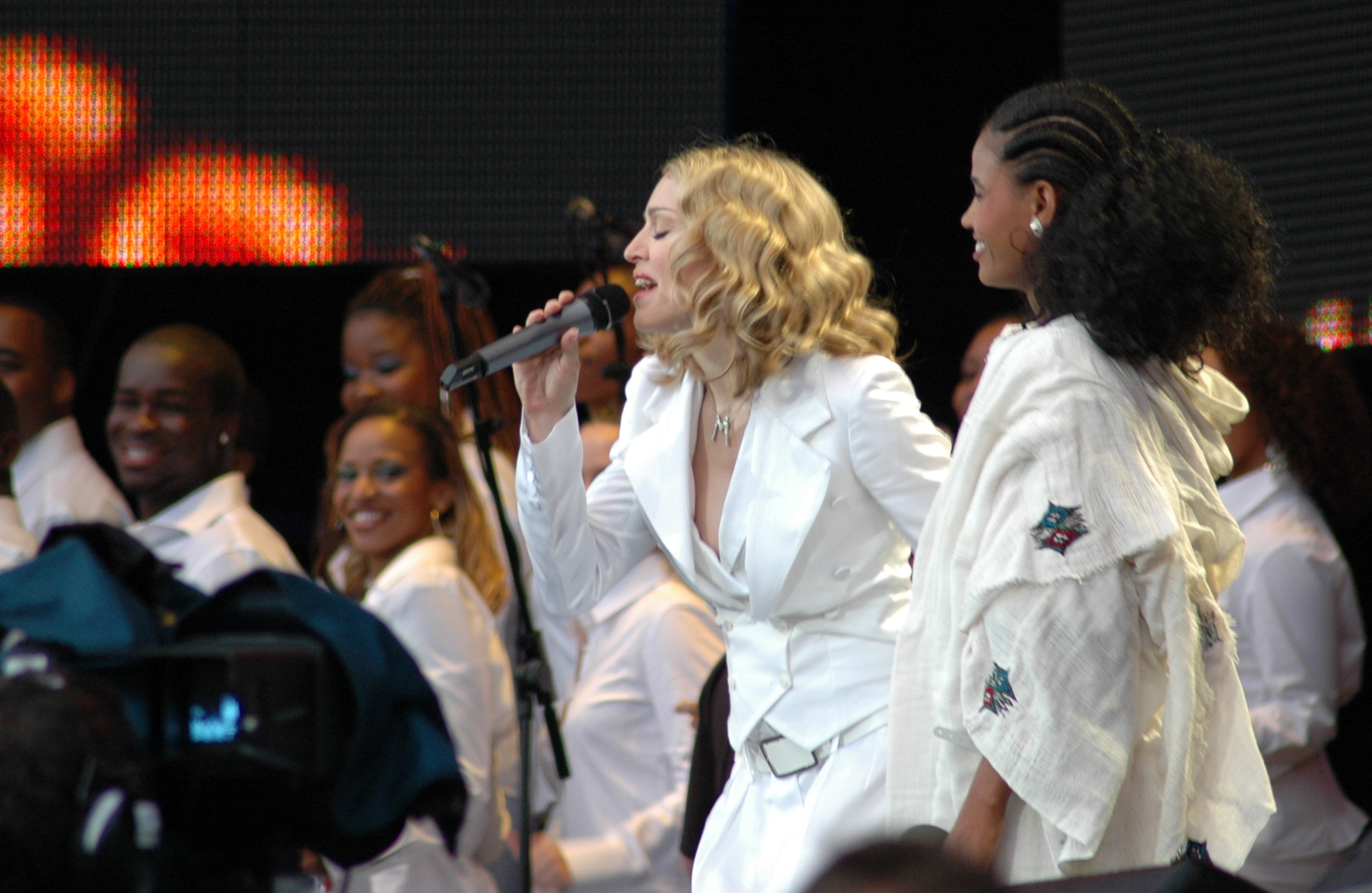
Varios críticos y periodistas calificaron a «Like a Prayer» como la mejor canción de Madonna. En la imagen, la cantante interpretando el sencillo en el concierto benéfico Live 8 (2005)

«Like a Prayer» se convirtió en una de las canciones más célebres del canon de Madonna, y desde entonces críticos y periodistas incluyeron tanto el vídeo como el tema en varias listas de «lo mejor de». Por ejemplo, Rolling Stone lo ubicó en el número veinte de los 100 mejores vídeos y VH1 en la segunda posición del suyo. MTV lo calificó como el más polémico en su carrera y, según LA Weekly, se convirtió en el más controvertido en la historia del canal. En 2006, en conmemoración por los 25 años de la cadena, lideró el conteo de «Los 100 vídeos que rompieron las reglas» en una encuesta realizada por 10 000 espectadores. Alicia Adejobi de Metro remarcó que esto demostró el peso de la canción entre sus fanáticos. Diane Warts de Fuse lo nombró uno de los diez vídeos que cambiaron el mundo. En 2011, los lectores de Billboard lo votaron como el segundo más destacado de la década de 1980, detrás de Michael Jackson's Thriller (1983); como reseña, Jessica Letkemann declaró: «No importa el hecho de que el Vaticano lo condenara, las escenas de las cruces y Madonna intimando con un personaje santo en una iglesia han permanecido memorables por más de veinte años». En noviembre de 2020, el equipo de redacción de Spin lo escogió como el mejor vídeo de los últimos 35 años; aseguró que se trataba de un «cóctel mólotov de melodrama, comentarios raciales y simbolismo religioso», y que las escenas editadas rápidamente, incluidas los estigmas, los ojos que sangran y la imposición de manos espiritual, rompieron «tabúes con un entusiasmo alocado». Sumado a lo anterior, Entertainment Weekly y People consideraron el look y atuendo que la cantante lució en el videoclip como uno de sus más «icónicos» e «inolvidables».
En diciembre de 2004, apareció en el número 300 de las 500 mejores canciones de todos los tiempos según Rolling Stone, y en abril de 2009 Blender la ubicó en el sexto puesto de las 500 mejores «desde que naciste»; Laura Sinagra, miembro del equipo de redacción de la revista, escribió que «las melodías moduladas por el coro góspel, los inolvidables versos de aria y el estribillo lleno de vitalidad combinaron el fervor evangélico y la promesa orgásmica». En «Las mejores canciones pop de la historia», elaborada por NME en 2011, logró el tercer lugar; Priya Elan de la publicación expresó que con «Like a Prayer» Madonna pasó de ser una «estrella pop a una autora de la cultura pop». Además, se convirtió en su «tarjeta de presentación» y se aseguró de que su «estatus legendario estuviera asegurado». De los 200 temás más destacados de la década de 1980, Pitchfork lo colocó en el quincuagésimo puesto. En 2003, la revista Q pidió a los seguidores de la intérprete que eligieran sus veinte sencillos más sobresalientes, y el tema consiguió el primer lugar. Para LA Weekly fue la segunda de las «20 mejores canciones pop de artistas femeninas en la historia», por detrás de «Respect» (1965), de Aretha Franklin; Art Tavana elogió su voz «celestial» y afirmó que «fue el momento en que pasó de ser la voz de los adolescentes de Estados Unidos a la alta sacerdotisa mundial del pop», y que además «había orquestado el mayor despertar de la música pop».
En 2008, Sebas E. Alonso de Jenesaispop la ubicó en la novena posición del top cuarenta de la artista y, diez años después, el mismo periodista la clasificó en la tercera. Guillermo Alonso de Vanity Fair la incluyó en el decimocuarto lugar de su respectivo ranking. Matthew Jacobs del Huffington Post clasificó los 68 sencillos de Madonna publicados desde 1982 hasta 2014; al quedar en el primer puesto, afirmó que se encontraba entre las mejores canciones pop de todos los tiempos y que era «lo suficientemente ochentera como para haberse catapultado a la ubicuidad a las pocas semanas de su lanzamiento, pero lo suficientemente atemporal como para seguir siendo un elemento básico de las radios contemporáneas». Por su parte, Bill Lamb de Dotdash.com realizó un conteo con sus 38 sencillos que llegaron al top diez del Billboard Hot 100; en su análisis a «Like a Prayer», lo nombró «un logro sorprendente». Lideró las listas de El Comercio, Entertainment Weekly, The Guardian y Boston.com; de esta última, Scott Kearnan dijo que incluía «sexo, controversia y religión: la santísima trinidad de lo que hace que Madonna sea Madonna». Nicole Hogsett, editora del sitio Yahoo!, lo nombró su segundo mejor sencillo y dijo que probó que «podía abordar temas serios o delicados sin dejar de divertirse. [...] "Like a Prayer" infunde música dance y religión y crea una canción brillante». Por último, Katie Atkinson de Billboard la colocó en el segundo puesto de las cien mejores de la artista; en una reseña detallada, comentó:
La iconografía religiosa ha sido una parte esencial de la imagen de Madonna desde que usó un rosario colgando sobre la hebilla del cinturón Boy Toy en los VMA de 1984 (o desde que su nombre fue escrito por primera vez en su certificado de nacimiento). Ella entrega de manera perfecta esa mezcla blasfema de cultura pop y su educación católica romana en el tema que da título al álbum de 1989, que iguala el amor con un despertar religioso trascendente. Una de las principales razones por las que la letra funciona tan bien es que podría estar cantando sobre una relación monógama, una conexión sexual poderosa, un amor platónico o incluso sobre el mismo Dios (o ella misma). Por supuesto, la experiencia religiosa completa de la canción estaría incompleta sin un coro de góspel perfectamente utilizado, tarareando armonías silenciosas sobre los versos y cantando sermones a todo pulmón. La vida puede ser un misterio, pero el dominio de esta canción es irrefutable.

### Impacto
De acuerdo con Jonathan Saldana, de la edición mexicana de Elle, «Like a Prayer» marcó un antes y un después en la música, ya que Madonna creó «una revolución sonora y temática». El vídeo había desafiado la moral y las buenas costumbres y «desató el escándalo y las peticiones de excomunión» para Madonna. Aun así, mezcló una serie de elementos que la revelaron como una «artista subversiva y disruptiva: una mujer desafiando al establishment». Graham Cray de Third Way subrayó que era una de las «representantes más importantes de la nueva ética del pop, donde las aspiraciones comerciales y artísticas son idénticas». Nick Levine de Vice comentó que «las imágenes de Madonna bailando frente a cruces en llamas, besando a un Santo Negro y mostrando lo que parecían estigmas en sus palmas, siguen siendo canon del pop». Con motivo del trigésimo aniversario del lanzamiento del álbum, Joe Lynch de Billboard dijo que la canción la consolidó como un «camaleón del pop» y demostró que fue capaz de expandir su sonido sin dejar de lado sus éxitos comerciales. Liana Satenstein de Vogue expresó que se ha consolidado en el canon de la música pop gracias al vídeo «sobresaliente» y a la «inolvidable letra y melodía».
En 1999, la Escuela de Música, Teatro y Danza de la Universidad de Míchigan realizó un seminario sobre las distintas metáforas y conclusiones presentes en la canción; los profesores Martin Katz, George Shirley y Michael Daugherty dictaron el curso. El tema principal que se discutió fue el hecho de que puede haber diferentes significados metafóricos, pues la palabra like del título puede tomarse en contextos separados. Campbell destacó la mezcla del coro y el órgano, que logró allanar el camino para que la música góspel fuese más dominante que antes. Señaló que la popularidad y el caos mediático que rodeó a la canción y al vídeo ayudaron a introducir el concepto de «publicidad gratuita». El impacto fue más evidente en el álbum homónimo, que llegó a la cima de las listas cuando fue puesto a la venta a finales de marzo de 1989. Además, opinó que el «controvertido» videoclip era indicio de la aparición del «vídeo musical como una entidad diferente de la canción y de otras formas expresivas que fusionan la canción, la imagen y el movimiento». En este sentido, observó que el mensaje se transmite a través de una serie «trepidante» de imágenes/escenas/fragmentos en la que se percibe «poca sensación de continuidad en la narrativa, visualmente o en la letra», así como hay tramos largos donde Madonna no pretende cantar, incluso cuando se escucha su voz. Concluyó que esto demuestra la «rápida evolución» del vídeo musical, no solo en el propio trabajo de Madonna sino también en los medios en general.

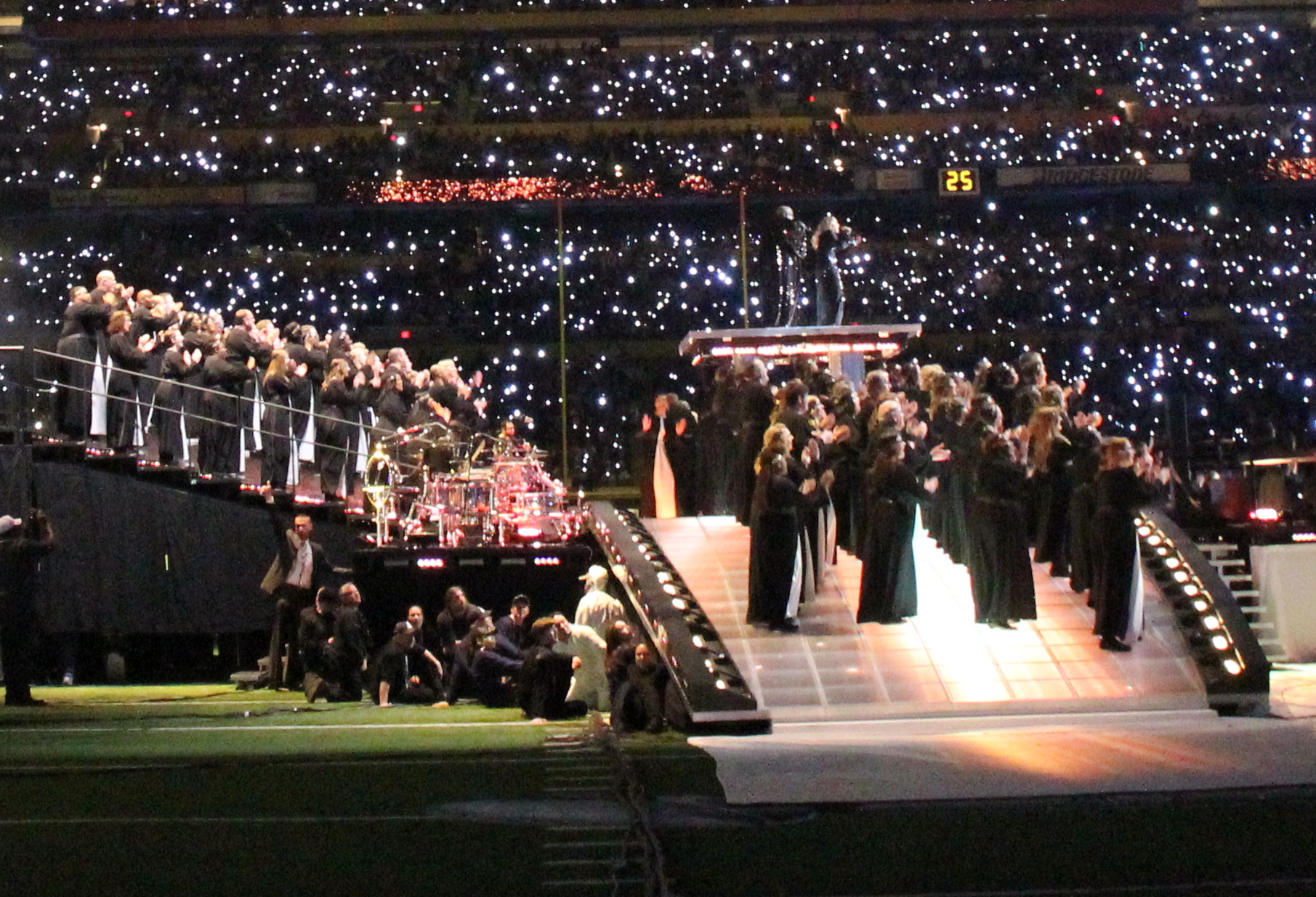
Vista lejana de la interpretación de «Like a Prayer» en el espectáculo de medio tiempo del Super Bowl XLVI. Tras su publicación, la crítica empezó a reconocer a Madonna como una empresaria inteligente que sabía cómo vender un concepto

Marlene Stewart, diseñadora de vestuario del vídeo, expresó que el uso de imágenes religiosas se relacionaba con la educación católica de la cantante, lo cual también ha sido una gran parte de su expresión artística. Por su parte, Judith Marcus, en el libro Surviving the Twentieth Century (1999), explicó que al haber crecido como católica, Madonna usó la iglesia para expresar su propio punto sobre la «victimización». Según el autor, el impacto principal radica en el hecho de que el vídeo representó básicamente un mensaje de empoderamiento: «Acogida por el coro góspel, siente su energía, incrimina al violador real y libera de la cárcel al hombre acusado injustamente. [Con ello], critica metafóricamente la demanda de la Iglesia por la docilidad femenina, acusa el precepto de la Iglesia de una dicotomía entre cuerpo y espíritu y, al mismo tiempo, ataca la negación de la Iglesia de la espiritualidad femenina». Para Robert Miklitsch, de From Hegel to Madonna (1998), vídeos como «Like a Prayer» influenciaron el discurso racial en Estados Unidos. Del mismo modo, Sebas E. Alonso de Jenesaispop indicó que era una crítica a la supremacía blanca y al racismo policial. En relación con este punto, Mary Lambert indicó que la polémica se originó a causa del racismo estadounidense y el cristianismo de extrema derecha: «Realmente no estábamos intentando crear controversia. Las cosas no han cambiado tanto como uno cree... hay un núcleo de racismo y cristianismo fundamentalista en este país [Estados Unidos]. Hay mucho odio, mucho miedo». Bruce David Forbes y Jeffrey H. Mahan, autores de Religion and Popular Culture in America: Revised Edition (2005), elogiaron el mensaje «sofisticado y antirracista» y afirmaron que se encuentra entre las declaraciones «más poderosas de algunos de los principales temas sobre las teologías de la liberación» que se haya visto en los medios estadounidenses. Mark C. Taylor de Nots (1999) lo citó como un ejemplo «más obvio y complejo» de la apropiación de imágenes religiosas de la artista.
Juan Sanguino notó que el anuncio fue una estrategia «sin precedentes que zarandeaba el ménage à trois que venían echando la música pop, los videoclips y la publicidad durante los 80». Remarcó además que el hecho de que recibiera atención del Vaticano la llevó a un público nuevo, la sometió a un «calvario mediático» que le dio publicidad mundial y la convirtió en un «símbolo de la libertad de expresión, de pensamiento y de discurso». De hecho, la cantante admitió que siempre tuvo la controversia en mente pero no esperaba la repercusión del boicot y cuán lejos había llegado el asunto de Pepsi. Scott Kearnan de Boston.com rescató que además de conservar los millones de dólares, también había conseguido credibilidad como artista, ya que «podía transformar la música pop en discusiones culturales». Lynch recalcó que salió «prácticamente ilesa» del escándalo y el mundo se puso de su lado al considerar el vídeo una declaración artística. Taraborrelli comentó que «al final, los eventos que rodearon a "Like a Prayer" solo sirvieron para mejorar su reputación como una empresaria inteligente, alguien que sabe cómo vender un concepto». Antes del acuerdo con Pepsi, los patrocinadores no otorgaban mucha libertad artística a los artistas pop en general, pero fue Madonna quien insistió para que dictase el comercial. Si bien aseguró que nunca fue su intención de que Pepsi se involucrara en la polémica, Taraborrelli observó que ella se mantuvo fiel a sí misma y, aunque el comercial pretendía promocionar el refresco, no se molestó en sostener ni siquiera una lata del producto, a lo que declaró que «Madonna, la estrella del pop, lo iba a hacer a su manera sin importar lo que Madonna, la empresaria, hubiera acordado hacer». Por último, sostuvo en todo momento que tanto el comercial como el vídeo eran dos productos diferentes y tuvo razón en mantenerse firme, y cerró al mencionar que después de «Like a Prayer», contratar estrellas pop y atletas para vender refrescos se volvió algo muy común, pero ninguno de ellos generó el nivel de entusiasmo a la altura del acuerdo fallido de Pepsi con Madonna.

## Lista de canciones y formatos
| 7" / Casete / CD de 3" |                                      |          |  |
| N.º                    | Título                               | Duración |  |
| 1.                     | «Like a Prayer» (versión 7")         | 5:19     |  |
| 2.                     | «Act of Contrition» (versión del LP) | 2:18     |  |

| CD de 3" |                                      |          |  |
| N.º      | Título                               | Duración |  |
| 1.       | «Like a Prayer»                      | 5:07     |  |
| 2.       | «Like a Prayer» (12" Extended Remix) | 7:22     |  |
| 3.       | «Like a Prayer» (12" Club Remix)     | 6:36     |  |

| Maxisencillo de 12" |                                      |          |  |
| N.º                 | Título                               | Duración |  |
| 1.                  | «Like a Prayer» (12" Dance Mix)      | 7:50     |  |
| 2.                  | «Like a Prayer» (12" Extended Remix) | 7:21     |  |
| 3.                  | «Like a Prayer» (Churchapella)       | 6:14     |  |
| 4.                  | «Like a Prayer» (12" Club)           | 6:35     |  |
| 5.                  | «Like a Prayer» (7" Remix/Edit)      | 5:41     |  |
| 6.                  | «Act of Contrition» (versión del LP) | 2:18     |  |

| Maxisencillo de 12" / Casete |                                      |          |  |
| N.º                          | Título                               | Duración |  |
| 1.                           | «Like a Prayer» (12" Extended Remix) | 7:21     |  |
| 2.                           | «Like a Prayer» (12" Club Version)   | 6:35     |  |
| 3.                           | «Act of Contrition» (versión del LP) | 2:18     |  |

| Maxi CD (1995) |                                 |          |  |
| N.º            | Título                          | Duración |  |
| 1.             | «Like a Prayer» (12" Dance Mix) | 7:50     |  |
| 2.             | «Like a Prayer» (Churchapella)  | 6:14     |  |
| 3.             | «Like a Prayer» (7" Remix/Edit) | 5:41     |  |

| Descarga digital - Remixes EP |                                      |          |  |
| N.º                           | Título                               | Duración |  |
| 1.                            | «Like a Prayer» (12" Dance Mix)      | 7:52     |  |
| 2.                            | «Like a Prayer» (12" Extended Remix) | 7:24     |  |
| 3.                            | «Like a Prayer» (Churchapella)       | 6:08     |  |
| 4.                            | «Like a Prayer» (12" Club Version)   | 6:38     |  |
| 5.                            | «Like a Prayer» (7" Remix Edit)      | 5:44     |  |
| 6.                            | «Act of Contrition»                  | 2:19     |  |
| 7.                            | «Like a Prayer» (7" Version)         | 5:23     |  |
| 8.                            | «Like a Prayer» (Instra Dub)         | 6:13     |  |
| 9.                            | «Like a Prayer» (Bass Dub)           | 5:49     |  |
| 10.                           | «Like a Prayer» (Dub Beats)          | 4:43     |  |

## Posicionamiento en listas
| País (Lista 1989)                      | Posición más alta |
| -------------------------------------- | ----------------- |
| Alemania (Offizielle Deutsche Charts)  | 2                 |
| Australia (ARIA)                       | 1                 |
| Austria (Ö3 Austria Top 40)            | 2                 |
| Bélgica Flandes (Ultratop)             | 1                 |
| Canadá (RPM Top 100 Singles)           | 1                 |
| Canadá (RPM Top 20 Dance Singles)      | 2                 |
| Canadá (The Record)                    | 1                 |
| Dinamarca (IFPI)                       | 1                 |
| España (PROMUSICAE)                    | 1                 |
| Estados Unidos (Adult Contemporary)    | 3                 |
| Estados Unidos (Billboard Hot 100)     | 1                 |
| Estados Unidos (Dance Club Songs)      | 1                 |
| Estados Unidos (Dance Singles Sales)   | 1                 |
| Estados Unidos (Hot 100 Airplay)       | 1                 |
| Estados Unidos (Hot 100 Sales)         | 1                 |
| Estados Unidos (Hot Crossover 30)      | 1                 |
| Estados Unidos (Hot R&B/Hip-Hop Songs) | 20                |
| Europa (Eurochart Hot 100 Singles)     | 1                 |
| Europa (European Airplay Top 50)       | 1                 |
| Finlandia (Suomen virallinen lista)    | 1                 |
| Francia (SNEP)                         | 2                 |
| Irlanda (IRMA)                         | 1                 |
| Islandia (Íslenski Listinn Topp 10)    | 1                 |
| Italia (Hit Parade)                    | 1                 |
| Noruega (VG-lista)                     | 1                 |
| Nueva Zelanda (Recorded Music NZ)      | 1                 |
| Países Bajos (Dutch Top 40)            | 2                 |
| Países Bajos (Single Top 100)          | 1                 |
| Polonia (LP3)                          | 1                 |
| Portugal (AFP)                         | 1                 |
| Reino Unido (UK Singles Chart)         | 1                 |
| Suecia (Sverigetopplistan)             | 1                 |
| Suiza (Schweizer Hitparade)            | 1                 |

| País (Lista 2010)                               | Posición más alta |
| ----------------------------------------------- | ----------------- |
| Estados Unidos (Dance/Electronic Digital Songs) | 38                |

| País (Lista 2012)                   | Posición más alta |
| ----------------------------------- | ----------------- |
| Estados Unidos (Digital Songs)      | 38                |
| Estados Unidos (Hot 100 Recurrents) | 11                |
| Estados Unidos (Pop Digital Songs)  | 20                |

| País (Lista 2019)                | Posición más alta |
| -------------------------------- | ----------------- |
| Polonia (Polish Airplay Top 100) | 64                |

| País (Lista 1989)                     | Posición |
| ------------------------------------- | -------- |
| Alemania (Offizielle Deutsche Charts) | 6        |
| Australia (ARIA)                      | 1        |
| Austria (Ö3 Austria Top 40)           | 7        |
| Bélgica Flandes (Ultratop)            | 12       |
| Canadá (RPM Top 100 Singles)          | 1        |
| Canadá (RPM Top 25 Dance Singles)     | 24       |
| Estados Unidos (Adult Contemporary)   | 40       |
| Estados Unidos (Billboard Hot 100)    | 25       |
| Estados Unidos (Dance Club Songs)     | 30       |
| Estados Unidos (Dance Singles Sales)  | 6        |
| Estados Unidos (Hot Crossover 30)     | 23       |
| Europa (European Airplay Top 50)      | 1        |
| Europa (Eurochart Hot 100 Singles)    | 2        |
| Italia (FIMI)                         | 5        |
| Nueva Zelanda (Recorded Music NZ)     | 8        |
| Países Bajos (Dutch Top 40)           | 13       |
| Países Bajos (Single Top 100)         | 7        |
| Reino Unido (UK Singles Chart)        | 11       |
| Suiza (Schweizer Hitparade)           | 6        |

| País (Lista 1958-2018)             | Posición |
| ---------------------------------- | -------- |
| Australia (ARIA)                   | 349      |
| Estados Unidos (Billboard Hot 100) | 473      |

## Certificaciones y ventas
| Región                                          | Certificación | Unidades certificadas/Ventas |
| ----------------------------------------------- | ------------- | ---------------------------- |
| Alemania (BVMI)                                 | Oro           | 250 000                      |
| Australia (ARIA)                                | Platino       | 70 000                       |
| España (PROMUSICAE)                             | Oro           | 25 000                       |
| Estados Unidos (RIAA)                           | 2× Platino    | 2 000                        |
| Estados Unidos (Descargas digitales desde 2003) | —             | 1 100 000                    |
| Francia (SNEP)                                  | Plata         | 200 000 478 000              |
| Italia (FIMI)                                   | Oro           | 25 000                       |
| Japón                                           | —             | 31 810                       |
| Nueva Zelanda (RMNZ)                            | Oro           | 15 000                       |
| Países Bajos (NVPI)                             | Oro           | 50 000                       |
| Reino Unido (BPI)                               | 2× Platino    | 1 489 225                    |
| Suecia (GLF)                                    | Platino       | 50 000                       |
| Suiza (IFPI Suiza)                              | Oro           | 25 000                       |

## Créditos y personal

### Dirección
- Grabación en Johnny Yuma Studios (Burbank, California)
- Mezcla en Smoke Tree Studios (Chatsworth, California)
- Masterización en Masterdisk (Nueva York, Nueva York)
- Ingeniería en Paisley Park Studios (Mineápolis, Minesota)

### Músicos
- Madonna: voz, coros
- Patrick Leonard: sintetizador
- The Andraé Crouch Choir: coros
- Niki Harris: coros
- Donna De Lory: coros
- Chester Kamen: guitarra
- David Williams: guitarra
- Dann Huff: guitarra
- Bruce Gaitsch: guitarra, guitarra acústica
- Guy Pratt: bajo
- Jonathan Moffett: batería

### Producción
- Madonna: composición, producción
- Patrick Leonard: composición, producción, arreglo
- Fred McFarlane: programación
- Bob Ludwig: masterización
- Bill Bottrell: ingeniería, mezcla, remezcla, producción adicional
- Shep Pettibone: remezcla, edición, producción adicional (Mastermix Productions)
- Michael Hutchinson: ingeniería (remezcla)
- Robert Salcedo: ingeniería adicional
- Dave Way: asistente de ingeniería
- Junior Vasquez: remezcla, edición

### Portada
- Herb Ritts: fotografía
- Jeri Heiden: dirección artística
- Diane Painter: portada (tintado a mano)
- Christopher Ciccone: portada del sencillo de 12"

Créditos adaptados del maxisencillo estadounidense de 12" y de las notas del álbum Like a Prayer.